# Rosporden
Rosporden [ʁɔspɔʁdɛ̃] est une commune du département du Finistère, dans la région Bretagne, en France. Ses habitants se nomment les Rospordinoises et les Rospordinois.
Sa population s'élève, en 2016, à 7 643 habitants, dont 3 184 pour la commune associée de Kernével, qui s'associa avec Rosporden en 1974 à la suite d'un référendum.
La petite commune, située au bord d'un étang formé par l'Aven, s'était spécialisée dans la fabrication du chouchen (boisson bretonne proche de l'hydromel), boisson faite de jus de pomme fermenté et de miel.

## Géographie
| - La commune dans le Finistère. - OpenStreetMap Limite communale. |

### Situation
La commune de Rosporden est située dans le sud-est du Finistère. La ville proprement dite est située, à vol d'oiseau, à 11,4 km au nord-est de Concarneau et à 21,0 km à l'est de Quimper.
La ville de Rosporden, sise au bord de l'étang du même nom, et traversée par l'Aven qui l'alimente, constitue la principale agglomération de la commune, tandis que le bourg de Kernével, distant de 4 km en direction de l'est, et doté d'une mairie annexe, constitue une importante agglomération secondaire.
La commune a une superficie de 5 737 hectares dont 381 hectares de bois. Le bois de Goarlot, situé au sud-est de la commune, constitue un petit massif forestier.
| Elliant   | Tourch    | Scaër    |
| saint-Yvi | Rosporden | Bannalec |
| Melgven   | Pont-Aven |          |

### Géologie et relief
Le territoire communal de Rosporden est compris entre 163 mètres (le point culminant se situe près de Leignou, au nord-est de la commune) et 29 mètres (à Pont Torret, dans la partie aval de la vallée de l'Aven, à la confluence avec le Ster Goz, au sud-est de la commune).

### Voies de communications et transports
Rosporden a longtemps été traversée par la RN 165 allant de Nantes à Brest via Lorient et Quimper, désormais RD 765 ; la voie express RN 165 qui l'a remplacée passe désormais nettement plus au sud, mais Rosporden y est toutefois reliée grâce à deux échangeurs, celui de Kerampaou en direction de Lorient et Nantes, via la RD 24, et celui de Coat Conq en direction de Quimper et Brest, via la RD 70, qui permet aussi d'accéder à Concarneau. Rosporden a aussi été pendant une partie du XXe siècle un carrefour ferroviaire : à la voie ferrée principale toujours existante, électrifiée et à double voie, venant de Quimper et venant, via Lorient et Redon, soit vers Paris-Montparnasse via Rennes, soit vers Nantes, s'ajoutaient la ligne Rosporden - Concarneau ouverte en 1883 et transférée sur route en 1959 pour le trafic voyageurs (le trafic marchandises cessant en 1998), ainsi que deux lignes de chemin de fer à voie étroite : la ligne de Carhaix à Rosporden du Réseau breton, déclarée d'utilité publique par la loi du 22 décembre 1890, en service de 1896 à 1967, et la ligne de Plouescat à Rosporden des Chemins de fer armoricains, ouverte en décembre 1912, reprise en 1921 par les Chemins de fer départementaux du Finistère et fermée dès 1933.
La voie verte no 8, allant de Roscoff à Concarneau via Morlaix et Carhaix, passe par Rosporden ; elle reprend sur une bonne partie de son tracé l'itinéraire d'anciennes voies ferrées désaffectées et est ouverte depuis 2016 sur la totalité de son tracé.

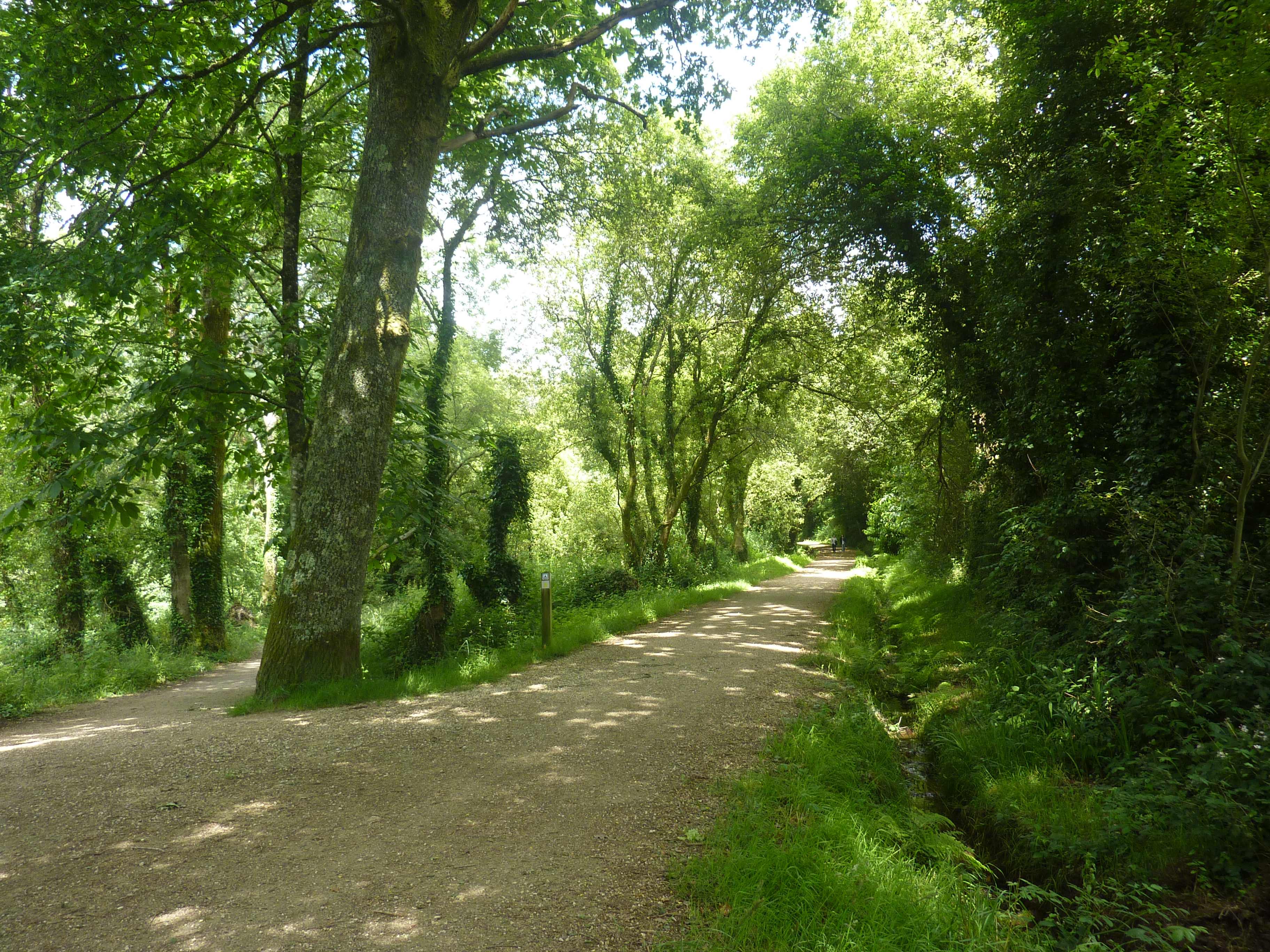
Rosporden : la voie verte no 8 à l'entrée nord de Rosporden à proximité des étangs.
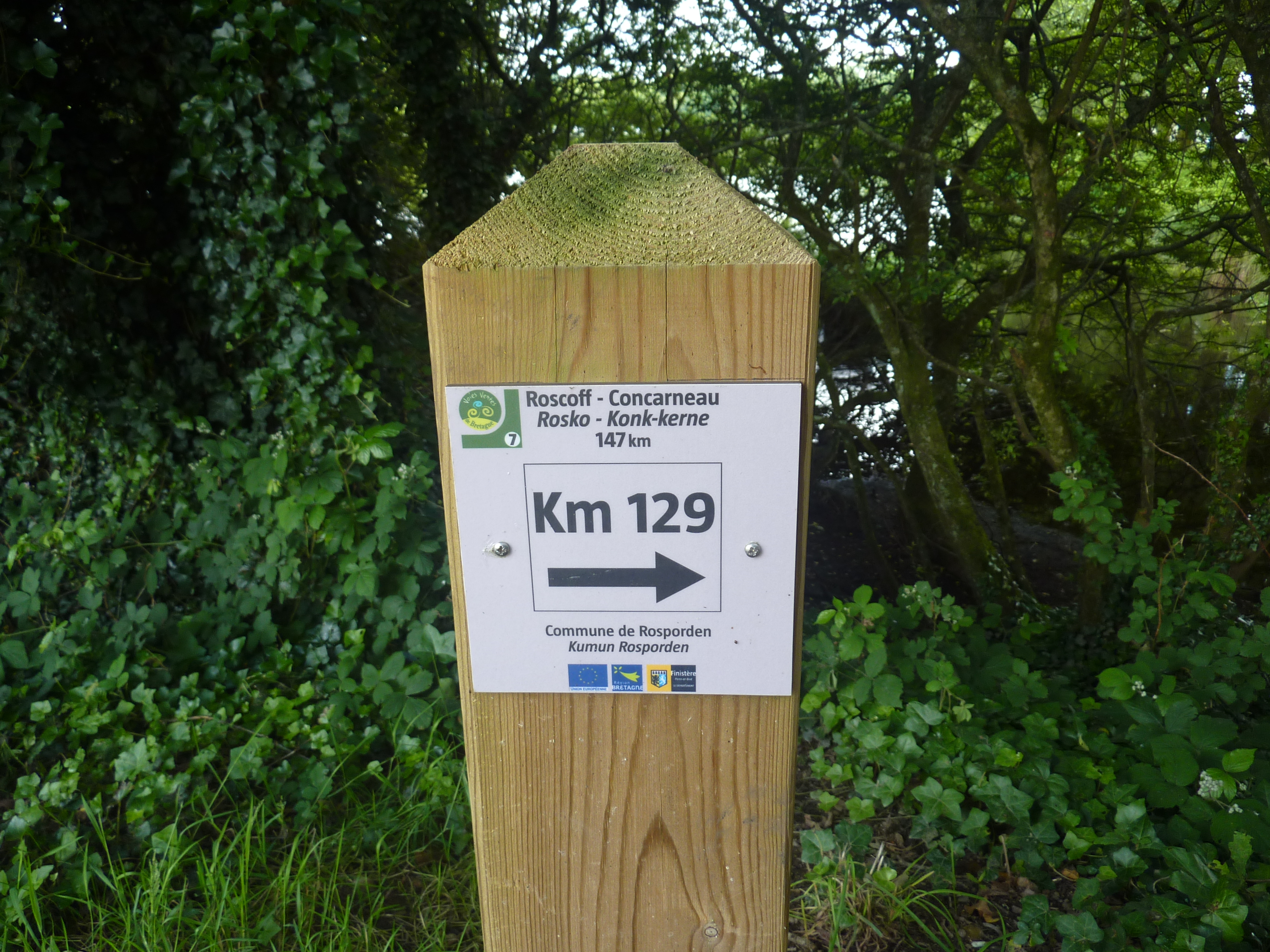
Borne de la voie verte no 8 allant de Roscoff à Concarneau à proximité des étangs de Rosporden.

### Hydrographie
Pour un article plus général, voir Réseau hydrographique du Finistère.
La commune est située dans le bassin Loire-Bretagne. Elle est drainée par l'Aven, un bras de l'Aven, le Saint Laurent, le Stêr Goz, le Sainte Véronique, le dour an Paon, le ruisseau de Pont ar bastard, le ruisseau de Pont ar marc'had, le Stêr Roudou et divers autres petits cours d'eau,.
La commune est arrosée par l'Aven, un petit fleuve côtier qui a une direction générale nord-sud, et le Ster Goz, son principal affluent, ainsi que par de nombreux autres cours d'eau plus modestes. Trois étangs ont été aménagés sur le cours de l'Aven, dont un situé en pleine ville, ce qui explique le surnom de « Cité des étangs » attribué à Rosporden. En fait l'étang unique, limite naturelle entre Rosporden et Kernével, lieu de prédilection des lavandières pendant longtemps, fut subdivisé en trois par les digues construites lors de la construction des voies ferrées à la fin du XIXe siècle. Ils présentent une grande diversité biologique en poissons (truite, anguille, brochet, gardon...) et sont fréquentés par de nombreux oiseaux (fuligule milouin, canard colvert, canard plongeur à la tête rousse, martin-pêcheur, poule d'eau, foulque macroule, etc.) et abritent de nombreuses plantes (menthe aquatique, nénuphars, joncs, carex, etc.).

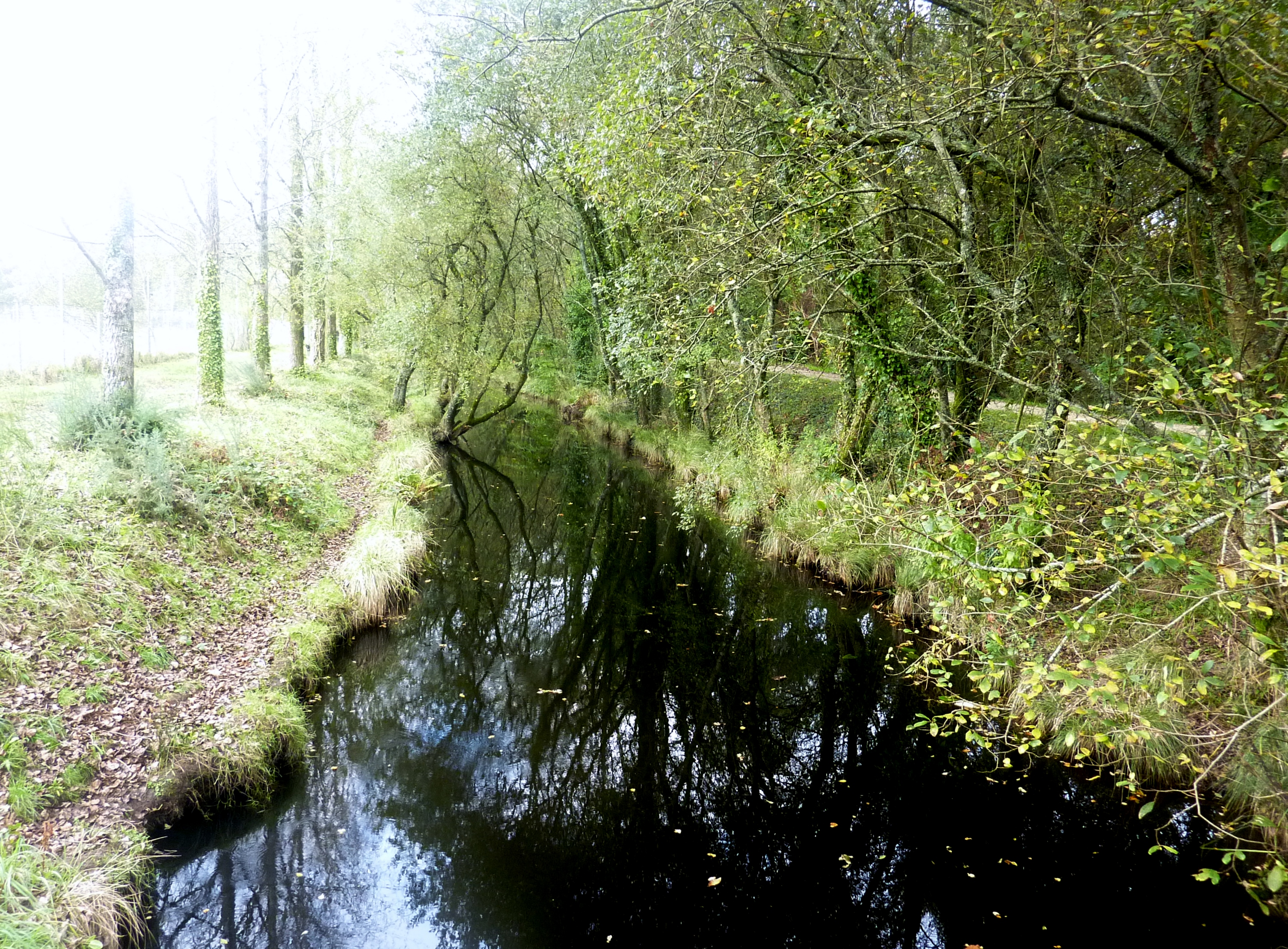
Le fleuve côtier Aven juste en amont de Rosporden.
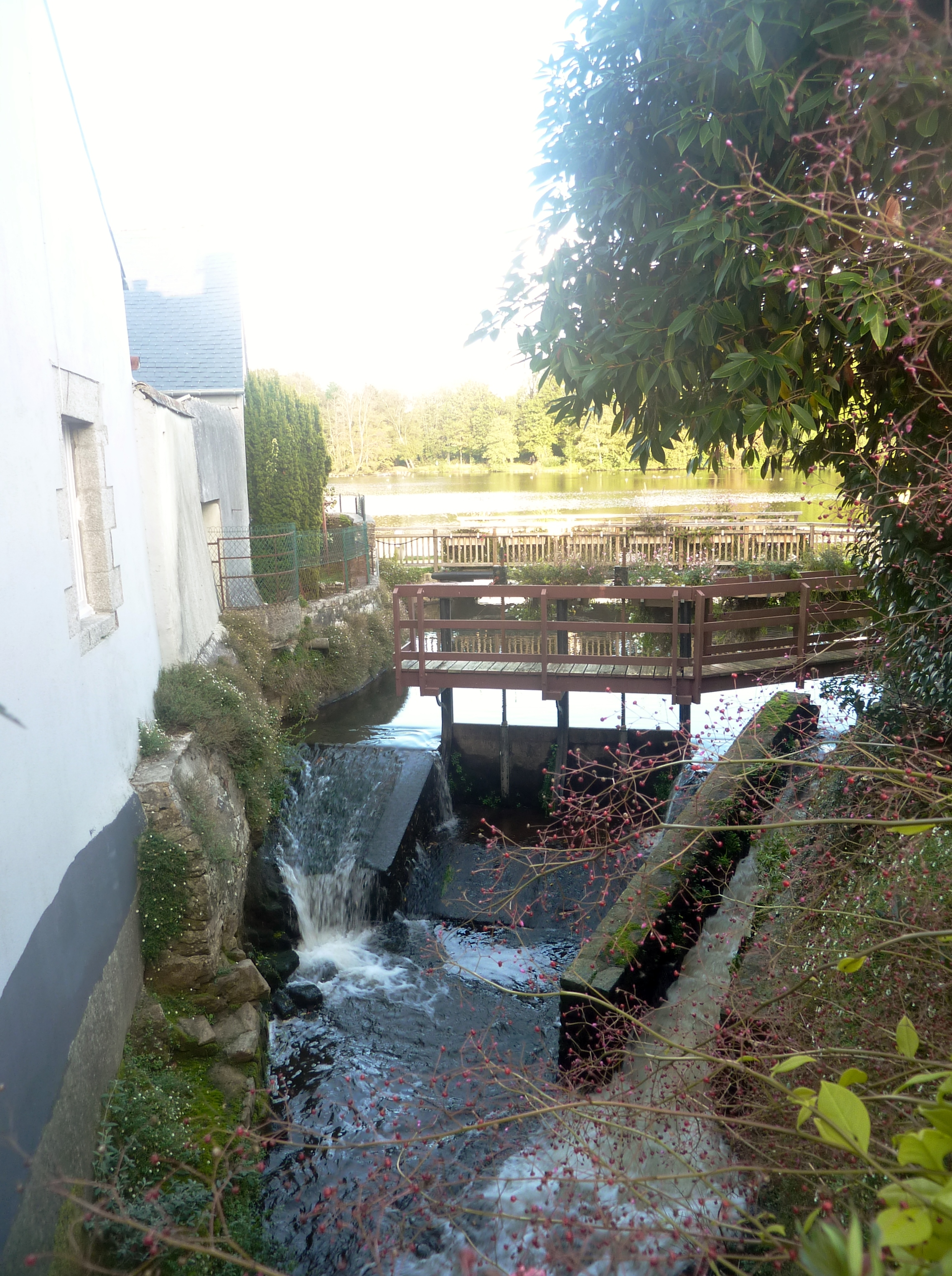
Les eaux de l'Aven sortant de l'étang de Rosporden : la vanne et le déversoir.
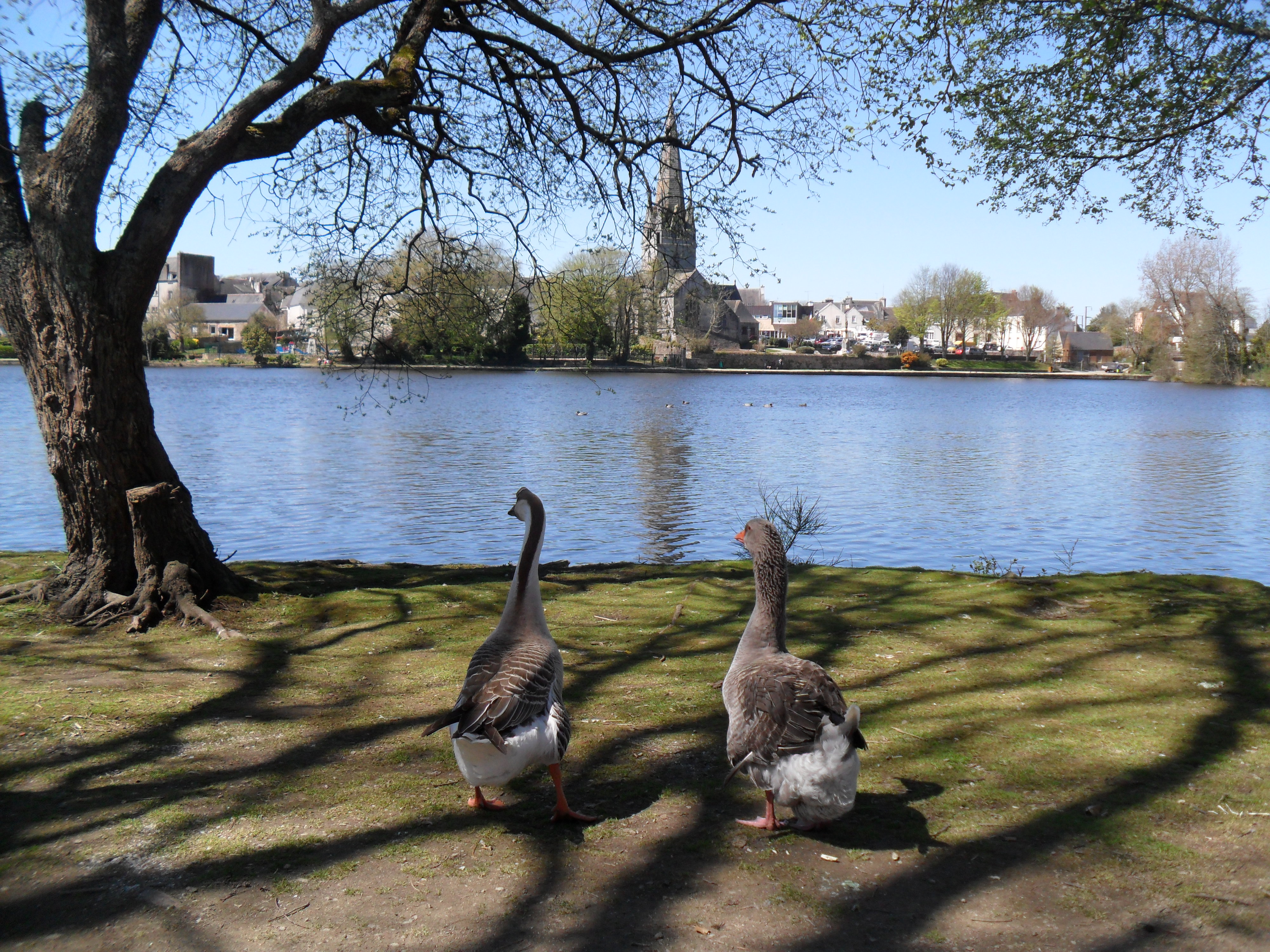
L'étang de Rosporden (étang no 1).
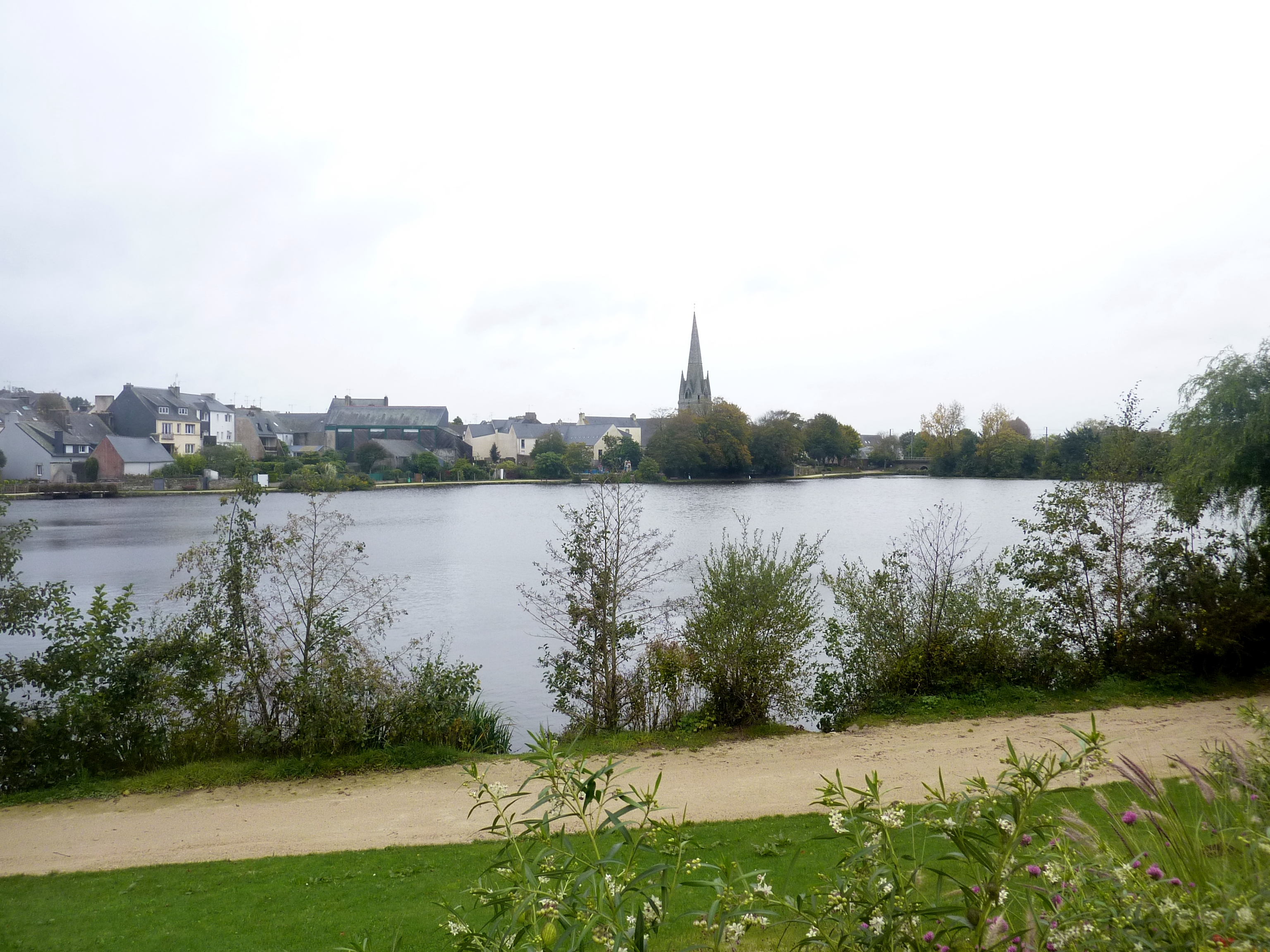
L'étang de Rosporden (étang no 1) ; en arrière-plan, la ville et l'église paroissiale Notre-Dame.
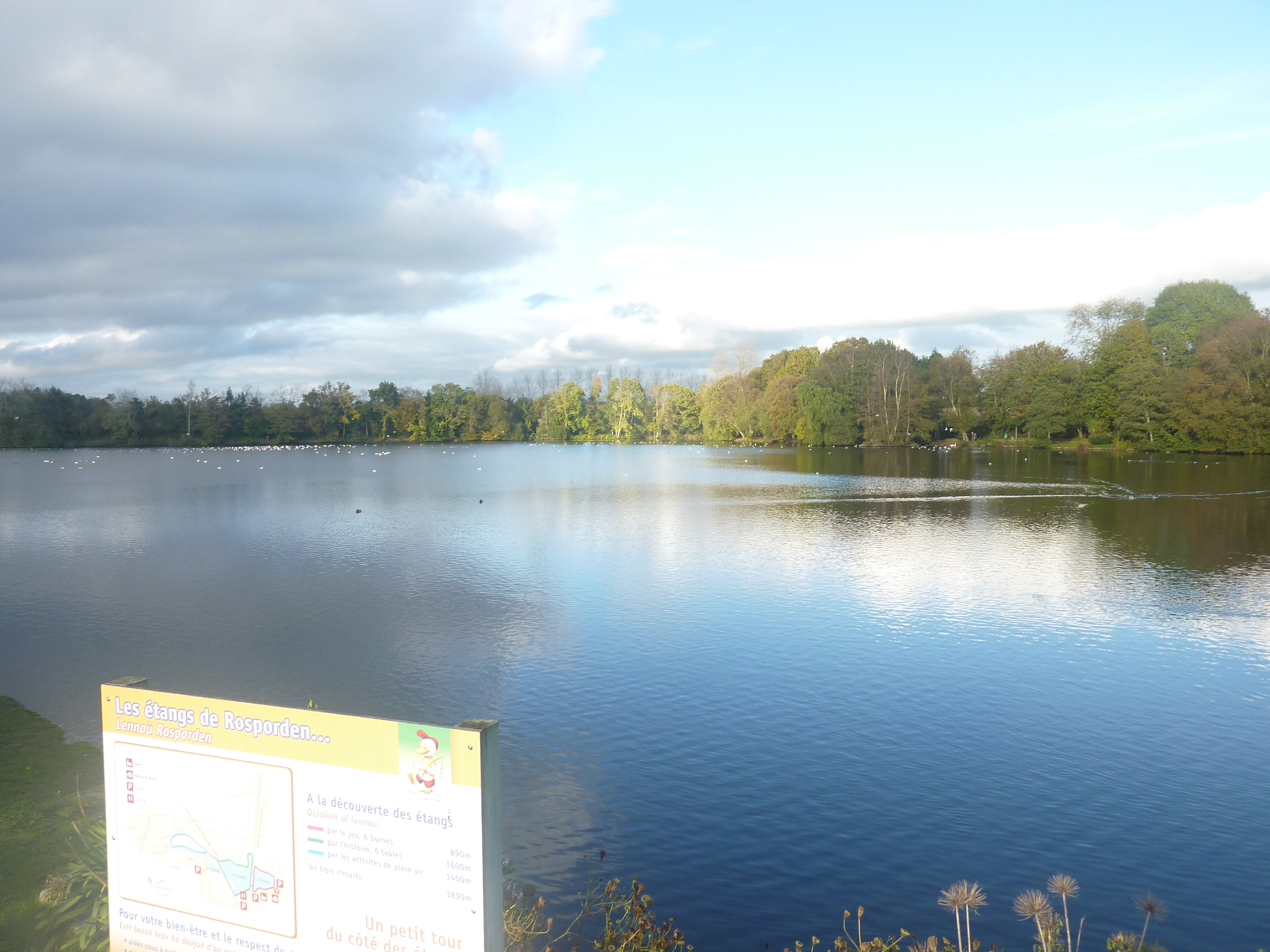
L'un des étangs de Rosporden (étang no 2).
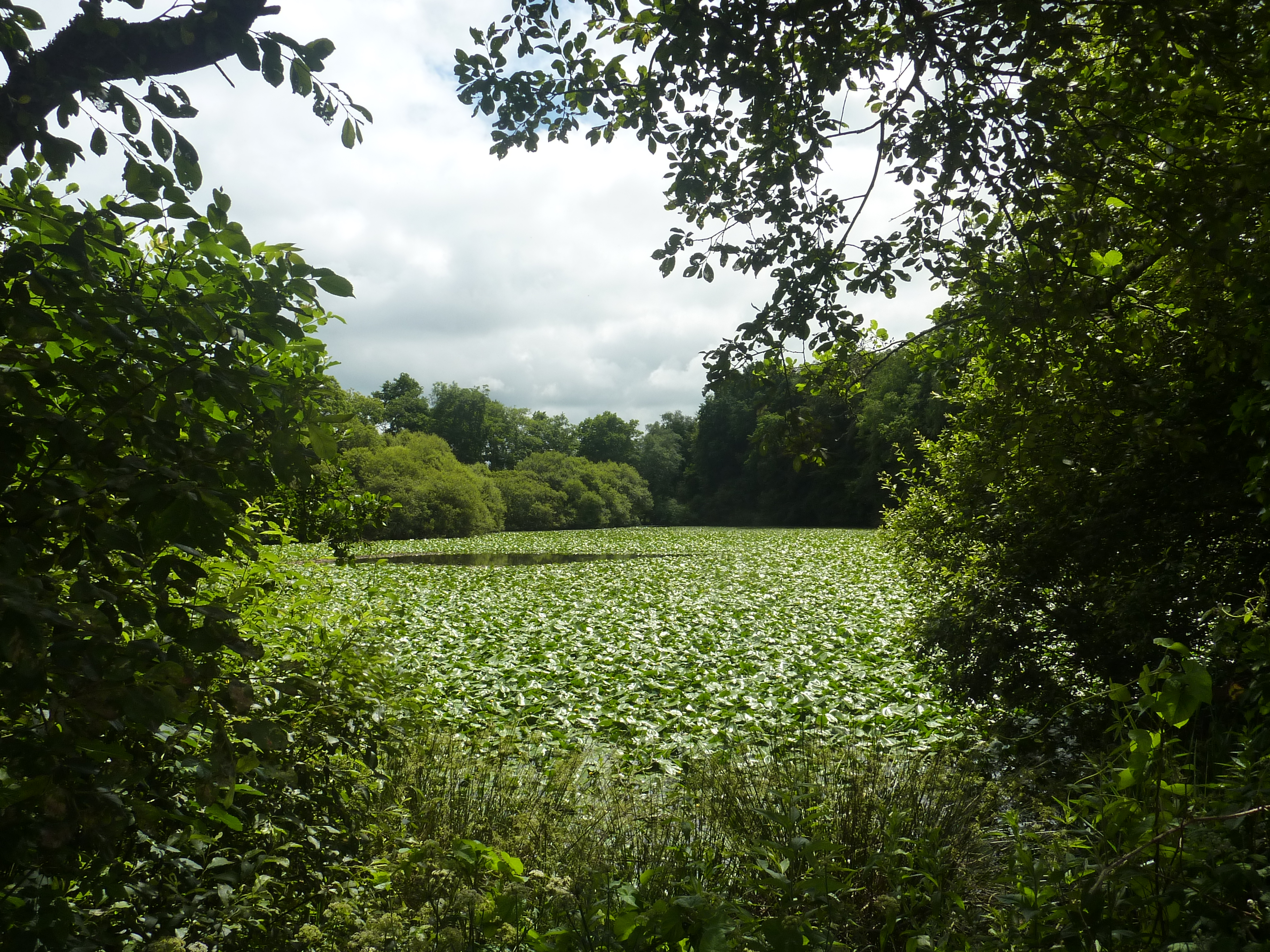
L'étange no 3 de Rosporden, presque totalement recouvert de nénuphars.

Le Saint-Laurent, d'une longueur de 11 km, prend sa source dans la commune de Saint-Yvi et se jette  dans la baie de La Forêt en limite de Concarneau et de La Forêt-Fouesnant, après avoir traversé cinq communes. 
Le Stêr Goz, d'une longueur de 21 km, prend sa source dans la commune de Scaër et se jette  dans l'Aven à Pont-Aven, après avoir traversé quatre communes.  Les caractéristiques hydrologiques du Stêr Goz sont données par la station hydrologique située sur la commune de Bannalec. Le débit moyen mensuel est de 1,62 m3/s. Le débit moyen journalier maximum est de 22 m3/s, atteint lors de la crue du 12 décembre 2000. Le débit instantané maximal est quant à lui de 29 m3/s, atteint le même jour.

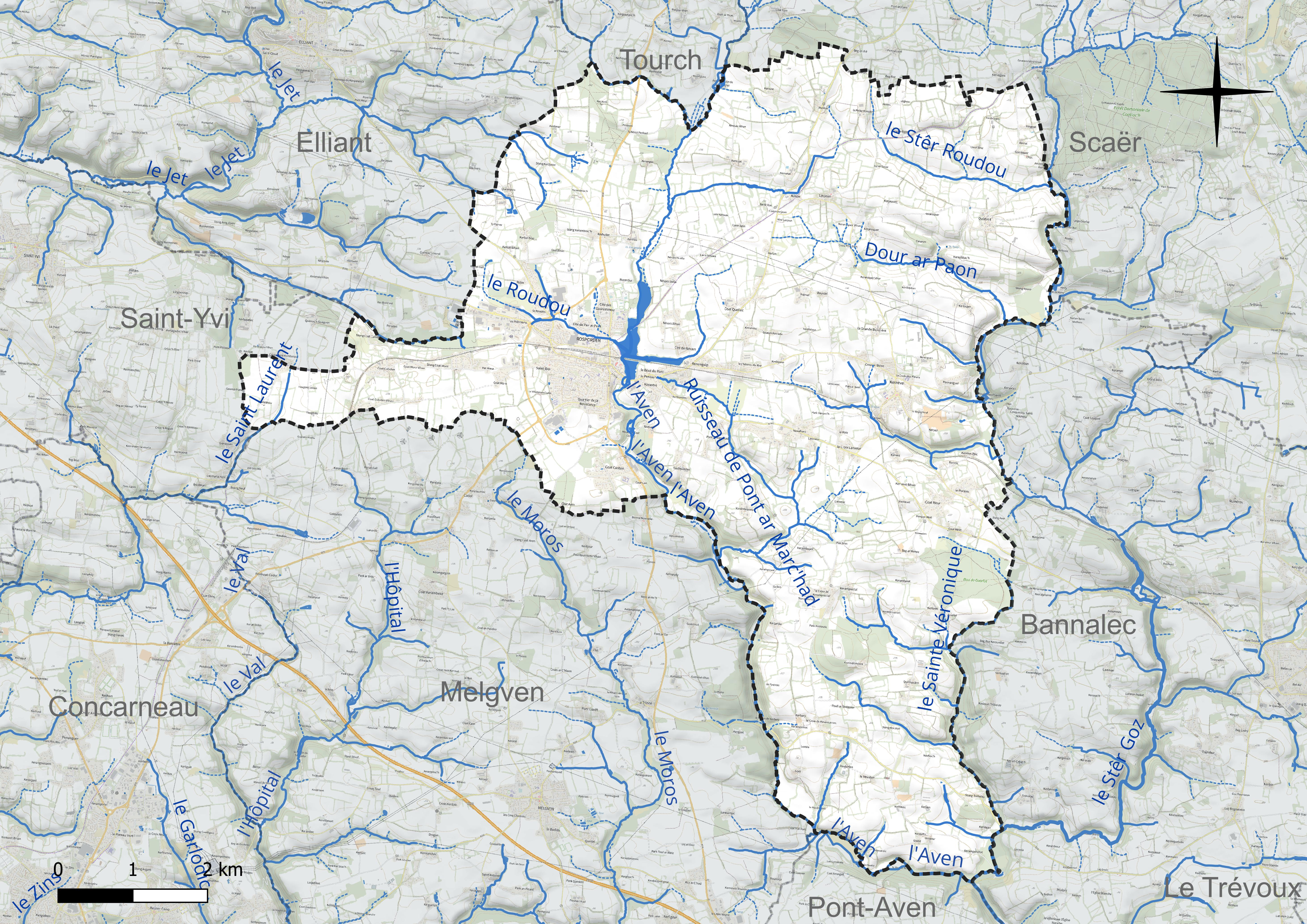
Réseau hydrographique de Rosporden.

### Climat
Pour des articles plus généraux, voir Climat de la Bretagne et Climat du Finistère.
En 2010, le climat de la commune est de type climat océanique franc, selon une étude du CNRS s'appuyant sur une série de données couvrant la période 1971-2000. En 2020, Météo-France publie une typologie des climats de la France métropolitaine dans laquelle la commune est exposée à un climat océanique et est dans la région climatique  Bretagne orientale et méridionale, Pays nantais, Vendée, caractérisée par une faible pluviométrie en été et une bonne insolation. Parallèlement l'observatoire de l'environnement en Bretagne publie en 2020 un zonage climatique de la région Bretagne, s'appuyant sur des données de Météo-France de 2009. La commune est, selon ce zonage, dans la zone « Monts d'Arrée », avec des hivers froids, peu de chaleurs et de fortes pluies.  
Pour la période 1971-2000, la température annuelle moyenne est de 11,5 °C, avec  une amplitude thermique annuelle de 11,2 °C. Le cumul annuel moyen de précipitations est de 1 158 mm, avec 15,7 jours de précipitations en janvier et 8,3 jours en juillet. Pour la période 1991-2020, la température moyenne annuelle observée sur la station météorologique la plus proche, située sur la commune de Coray à 11 km à vol d'oiseau, est de 11,3 °C et le cumul annuel moyen de précipitations est de 1 423,1 mm,. Pour l'avenir, les paramètres climatiques de la commune estimés pour 2050 selon différents scénarios d'émission de gaz à effet de serre sont consultables sur un site dédié publié par Météo-France en novembre 2022.

## Urbanisme

### Typologie
Au 1er janvier 2024, Rosporden est catégorisée bourg rural, selon la nouvelle grille communale de densité à 7 niveaux définie par l'Insee en 2022.
Elle appartient à l'unité urbaine de Rosporden, une unité urbaine monocommunale constituant une ville isolée,. Par ailleurs la commune fait partie de l'aire d'attraction de Quimper, dont elle est une commune de la couronne,. Cette aire, qui regroupe 58 communes, est catégorisée dans les aires de 200 000 à moins de 700 000 habitants,.

### Occupation des sols

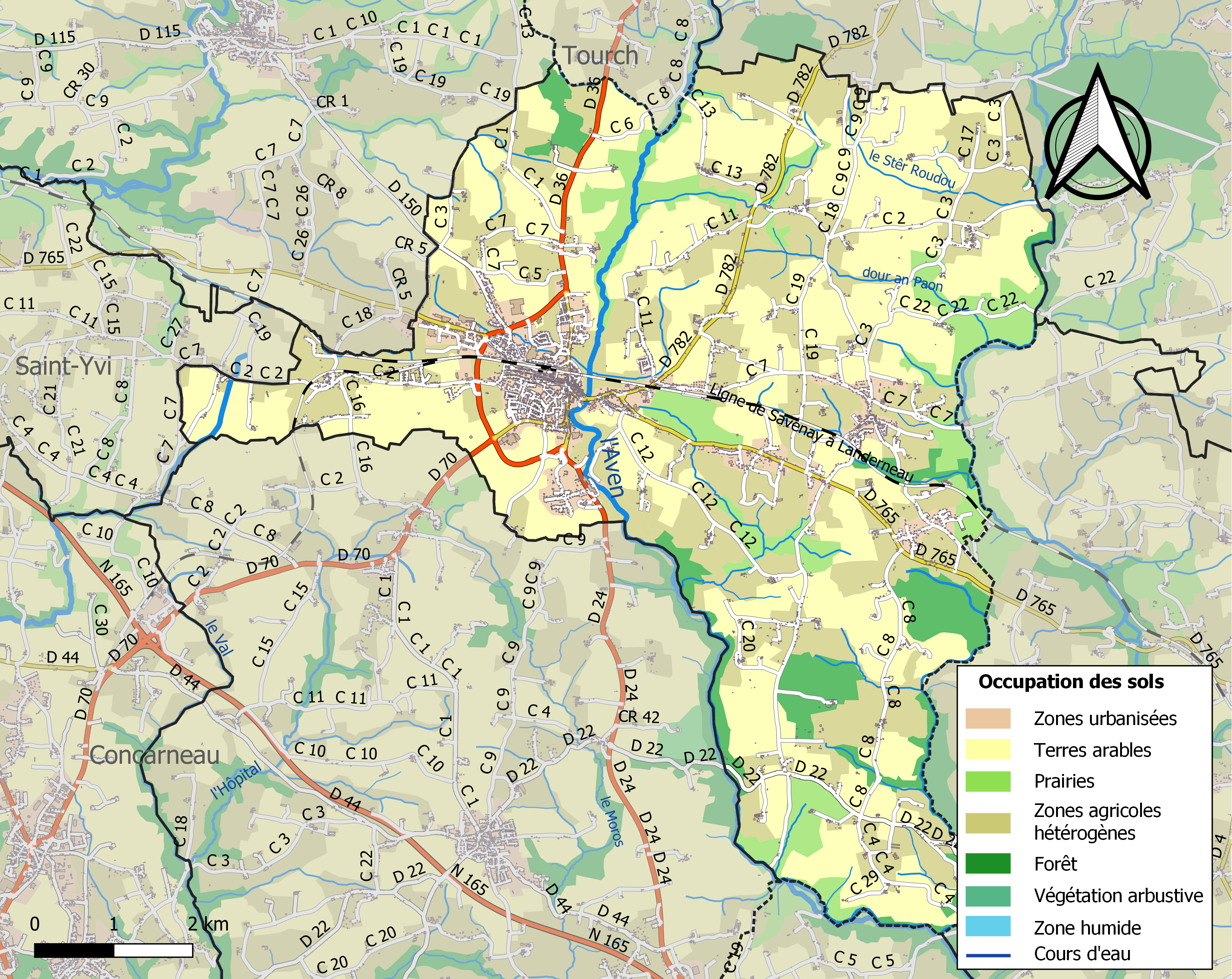
Carte des infrastructures et de l'occupation des sols de la commune en 2018 (CLC).

| Type d'occupation                                                                   | Pourcentage | Superficie (en hectares) |
| ----------------------------------------------------------------------------------- | ----------- | ------------------------ |
| Tissu urbain discontinu                                                             | 6,9 %       | 396                      |
| Zones industrielles ou commerciales et installations publiques                      | 0,7 %       | 43                       |
| Terres arables hors périmètres d'irrigation                                         | 41,9 %      | 2409                     |
| Prairies et autres surfaces toujours en herbe                                       | 9,4 %       | 542                      |
| Systèmes culturaux et parcellaires complexes                                        | 32,4 %      | 1863                     |
| Surfaces essentiellement agricoles interrompues par des espaces naturels importants | 2,6 %       | 148                      |
| Forêts de feuillus                                                                  | 5,5 %       | 314                      |
| Forêts de conifères                                                                 | 0,5 %       | 29                       |
| Forêts mélangées                                                                    | 0,02 %      | 1                        |

## Toponymie
Le nom de la localité est attesté sous les formes Rosperden en 1262, Rosprenden en 1334 et 1407, Rospreden en 1300, 1462 et 1536.
Rosporden vient du breton roz (tertre) et de  Preden, un seigneur breton, « le tertre de Preden ».

## Histoire

### Les origines de Rosporden
À l'époque gallo-romaine, des marécages avoisinaient l'Aven à l'emplacement des étangs actuels ; une voie romaine traversait le fleuve côtier grâce à un gué, au pied de la butte de Kérentré, où les Romains installèrent un poste militaire, située sur la rive gauche ; une villa romaine, dans le sens de domaine, était implantée sur une autre butte située sur la rive droite, avec quelques huttes et des fermes. Toutefois la voie romaine principale allant de Vannes (Darioritum) à Quimper (Civitas Aquilonia) passait plus au sud, empruntant le tracé de l'actuelle D 22 passant par la chapelle du Moustoir en Kernével et celles de la Trinité et Coat-an-Poudou en Melgven.
Au début du VIe siècle des groupes venus du Pays de Galles parvinrent dans la région ravagée et dépeuplée à la suite des invasions barbares, y fondant les paroisses d'Elliant et de Tourch et, sur le territoire de la première, édifièrent une chapelle de « Rospreden » dédiée à saint Alar. Après les incursions normandes, le petit village jouxtant la chapelle, édifié sur une éminence dominant l'Aven, fut protégé par un fortin en terre et entouré d'une palissade. Mais au XIIe siècle le village est réduit en cendres lors de la révolte des Bretons contre la domination d'Henri II Plantagenet, mais est ensuite reconstruit autour d'un château en pierre.
Le bourg castral contrôle une bonne partie de la région grâce à sa position stratégique, et se dote progressivement d'une cohue, d'un auditoire et de moulins. Au XIVe siècle, le commerce des grains et du vin favorise l'expansion de Rosporden.

### Moyen Âge
Vers 1315 commence la construction de l'église en remplacement de la chapelle initiale (il en subsiste la tour, le porche sud et le chœur).
Rosporden était le chef-lieu d'une châtellenie sous l'Ancien Régime, souvent associée aux châtellenies de Fouesnant et de Concarneau. Cette châtellenie de Rosporden fut concédée en 1334 par le duc Jean III à son fils illégitime Jean « Bâtard de Bretagne ». En mai 1373, les châtellenies et villes de Rosporden et Fouesnant, contrôlées un temps par le capitaine de guerre anglais Robert Knolles, sont données à Jean III de Juch par Bertrand du Guesclin, duc de Molina, qui venait de reprendre Concarneau. Cette donation est confirmée par le roi Charles V le 22 septembre 1373. En 1382 elle fut concédée par le duc Jean III de Monfort, ainsi que celles de Châteaulin et Fouesnant, à Jeanne de Retz (née en 1331, décédée le 16 janvier 1406), laquelle décéda sans postérité. Rosporden passa alors dans la possession des ducs de Bretagne.
Du point de vue religieux, Rosporden était une simple trève de la paroisse d'Elliant. Le territoire de l'actuelle commune de Rosporden était partagé entre plusieurs seigneuries qui avaient toutes leurs juridictions propres : la seigneurie de Coatcanton, située à Melgven, avait juridiction sur une partie du sud de la ville actuelle et la campagne avoisinante ; la seigneurie de Goarlot, située à Kernével, possédait le manoir de Kerouriou (quartiers actuels de Kerhuilet et Kerriou); la seigneurie de Coeteloret en Tourch ; la seigneurie de Tréanna en Elliant ; la seigneurie de Kerminihy, la seule dont le manoir était situé sur le territoire de la trève de Rosporden, contrôlait toute la partie nord de celle-ci ; son nom ("Minihi" signifie "Maison de moines" en breton) indique une probable fondation monastique ; le premier membre de cette seigneurie dont l'histoire a conservé quelque trace est Alain de Kerminihy, de même que Jean et Jacques de Kerminihy, probablement ses fils, cités dans des montres de 1379 ; Guézennec de Kerminihy est cité lors de la réformation des fouages de 1426 et d'autres ensuite, la dernière membre de cette famille étant Françoise de Kerminihy, qui épousa Alain du Plessis, seigneur de Missirien, le nom tombant alors en quenouille par absence d'héritier mâle. Pierre du Plessis, né vers 1545 et décédé en 1608 étant probablement leur fils.

### Les Hospitaliers
La chapelle de Saint-Jean-Baptiste de Locjean date de la première moitié du XVIe siècle ; elle aurait appartenu à l'ordre des Hospitaliers de l'ordre de Saint-Jean de Jérusalem, relevant de la commanderie hospitalière de La Feuillée. Dans l'enclos se trouve un calvaire portant l'inscription S.Johannes et un if sculpté (incendié). La chapelle, en forme de croix latine, possède un clocher de style cornouaillais, une tourelle parallèle au clocher abrite l'escalier permettant d'y monter. Plusieurs statues se trouvent à l'intérieur dont deux de saint Jean, une Pietà, une Vierge, saint André en Croix, sainte Marguerite, saint Luc.

### Incendie de Rosporden par les troupes espagnoles (août 1594)
En cette funeste année 1594 la Bretagne est à feu et à sang en raison des Guerres de Religion. Les troupes royalistes fidèles à Henri IV, soutenues par les Anglais, et les troupes des ligueurs soutenues par les Espagnols s'entre-déchirent. Les Espagnols, qui disposent de 7000 hommes de troupe dans la péninsule sous les ordres de Don Juan d'Aguila, possèdent une solide base arrière avec la citadelle de Blavet (futur Port-Louis) et sont en train de construire un fort en face de Brest dans la Presqu'île de Crozon. C'est que Philippe II d'Espagne aimerait bien faire main basse sur la péninsule. Les habitants de Rosporden, qui étaient du côté de la Ligue, firent fête aux Espagnols. Ceux-ci y passèrent une douzaine de jours en divers jeux : tournois et courses de bague. Mais ils furent mal récompensés de leur hospitalité. En effet, peu de temps après, une trentaine d'espagnols furent surpris et tués par les hommes du commandant de la place forte de Conq (futur Concarneau) qui soutenait le roi Henri IV, aux environs de Locmaria-an-Hent. Pour se venger, faute de mieux, les Espagnols s'en prirent aux habitants de la région. Ils mirent le feu aux maisons de Rosporden dont les toitures étaient couvertes de chaume. La cité se transforma rapidement en un brasier. L'incendie endommagea même l'église dont une partie du mobilier et le beffroi furent brûlés. Les habitants qui n'arrivèrent pas à leur échapper furent massacrés.

### Époque moderne

#### Description de Rosporden en 1636
François-Nicolas Baudot Dubuisson-Aubenay décrit en ces termes Rosporden en 1636 (l'orthographe de l'époque a été respectée) :

« (...) Gros bourg apartenant au roy et par engagement au sieur de Challain Fouquet, président à mortier du Parlement de Bretagne. Il y a église paroiciale. Le bourg, qu'ils appellent ville, est rebasti de neuf, ayant esté brûlé pendant les guerres de la Ligue par le sieur de Kerholin, aprez que les Espagnols, qui y estoient comme tenans garnison, en furent sortis. Il y a un très bel estang qui l'environne de trois costés (...). Au bourg austral dudit estang, il y a une chaussée (...), bien revestue de pierre, percée, es deus bouts, d'une petite arcade élevée et, au milieu, d'une petite ouverture, avec une pale ou aisseau, pour lascher l'eau à faire aller un moulin à blay [blé], à trois roues, chacune ayant son goulet ou canal fermant à pale, à part, ainsi qu'ils le font d'ordinaire en Bretagne. (...) Et ces trois eaux, coulantes par ceste pale grande et deux arcades, s'en vont sous le nom de rivière d'Aven (...). »

#### Rosporden auXVIIIesiècle

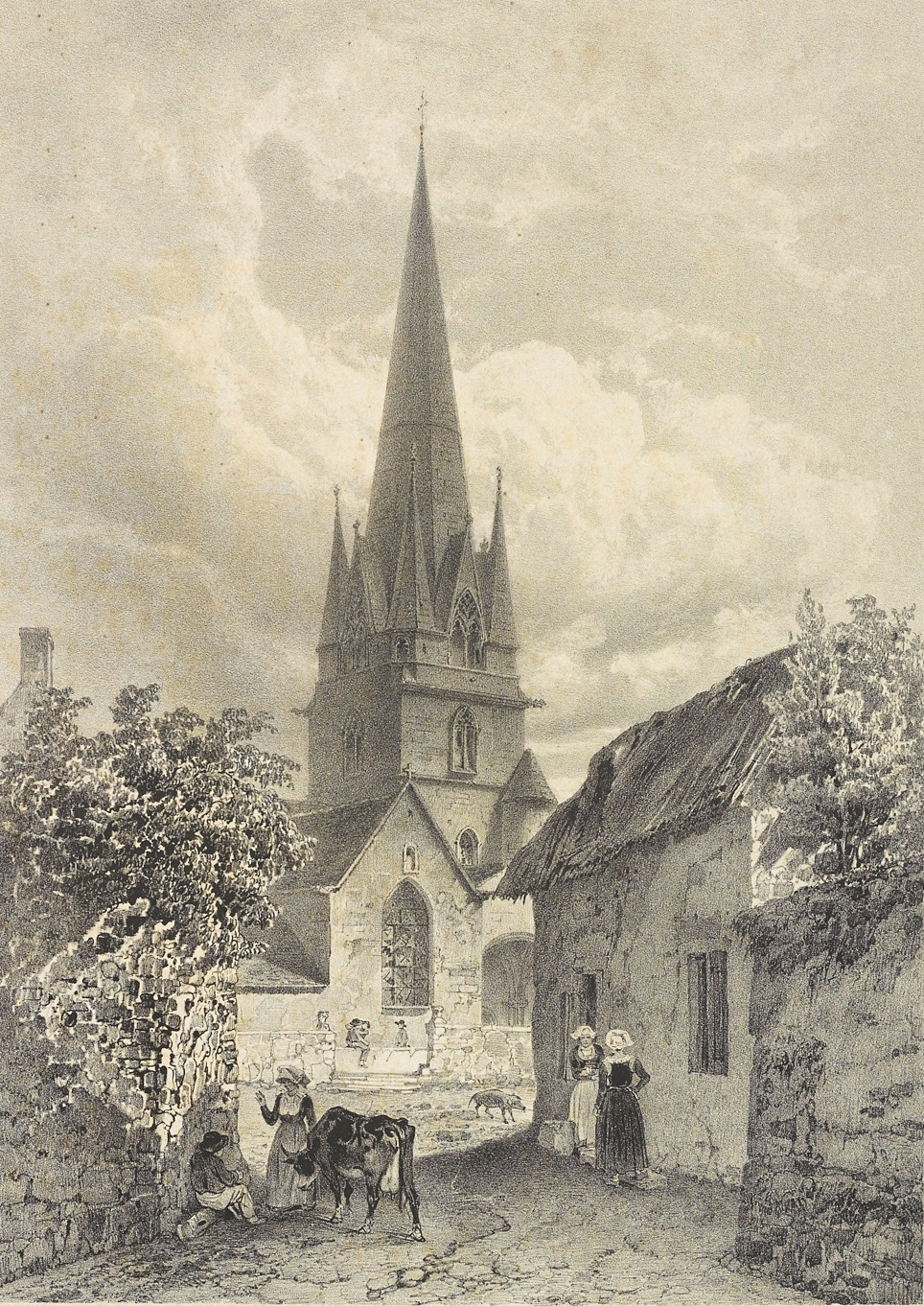
L'église de Rosporden et ses abords immédiats vers 1840 (habitation au toit de chaume, villageois, vache et cochon dans la rue).

En 1759 la paroisse de Rosporden devait chaque année fournir 12 hommes pour servir de garde-côtes.
Vers 1760, la construction de la route royale allant de Quimperlé à Quimper via Rosporden favorisa l'essor de la ville.
Jean-Baptiste Ogée décrit ainsi Rosporden dans son « Dictionnaire de la province de Bretagne » en 1778 :

« Rosporden ; petite ville qui relève du roi, et trève de la paroisse d'Elliant ; à 4 lieues et demi au S.-E. de Quimper, son évêché ; à 35 lieues de Rennes, et à 2 lieues de Concarneau, sa subdélégation. Deux grandes routes arrivent à cette ville, où il y a une poste aux chevaux, et où l'on compte 900 habitants. Il s'y tient quatorze foires par an, et un marché par semaine. On y remarque un très bel étang, qui forme la rivière de Pont-d'Aven. L'an 1331, le duc Jean III donna à Jean de Bretagne, son fils, la petite ville de Rosporden, avec toutes les seigneuries et juridictions qui en dépendaient, et les foires et marchés qui y étaient établis. La juridiction royale de cette ville fut unie et incorporée au siège présidial de Quimper, par édit du roi Charles IX, donné à Troyes en Champagne, le 29 mars 1564. La haute-justice de Coat-Canton appartient à M. de Plœuc, et la haute-justice de Goarlot à M. de Guernisac. »

Arthur Young indique dans son "Voyage en France" qu'à Rosporden vers 1788 « il y a des prairies qui se louent 24 livres et se vendent 600 ou 700 livres, mais il y a beaucoup de terres cultivées qui ne valent pas plus de 100 ou 150 livres ».

### LeXIXesiècle

#### Le château de Coat-Canton

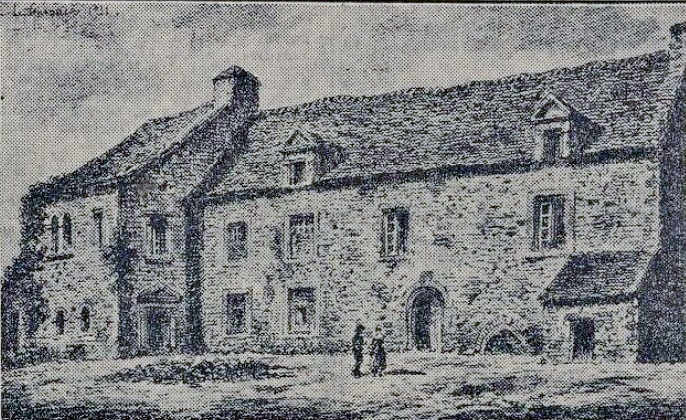
Le manoir de Coatcanton en 1932 (dessin de Louis Le Guennec).

Le Chevalier de Fréminville décrit ainsi le château de Coat-Canton (qui faisait alors partie de la commune de Melgven) en 1844 :  « À un quart de lieue [de Rosporden], derrière une colline boisée, est le vieux château de Coat-Canton. Il fut jadis fortifié, et l'on y remarque quelques vestiges d'ouvrages avancés. Le corps de logis principal a été entièrement reconstruit du temps de Louis XIV ; mais la façade qui donne sur le jardin est encore tout entière d'une époque fort ancienne ; son architecture porte le cachet du treizième siècle ». Ce château (plutôt un manoir) a aussi été décrit en 1932 par Louis Le Guennec.

#### Rosporden au milieu duXIXesiècle
Ernest Merson, qui visita Rosporden en 1839, qualifie la ville de « bourg bien sale et bien pauvre du Finistère, dans lequel malgré mes recherches je n'avais pu rencontrer un être parlant autre chose que le brézounce ».
Selon A. Marteville et P. Varin, continuateurs d'Ogée, décrivent ainsi Rosporden dans leur "Dictionnaire de la province de Bretagne" en 1848 : Rosporden était alors un chef-lieu de perception, la résidence d'une brigade de gendarmerie à cheval et disposait d'un bureau de poste et d'un relais de poste. Ses principaux villages étaient alors Kerléanou, Coat-Culoden, Kerlué, Kerniou, Kerdannes ; ses maisons notables les châteaux de Kermeno et de Coat-Canton ; une chapelle est citée : Saint -Éloi. Pour une superficie totale de 1 071 hectares, la commune disposait de 376 ha de terres labourables ; de 95 ha de prés et pâtures, de 19 ha de vergers et jardins, de 52 ha d'étangs et canaux, de 20 ha de bois et 458 ha étaient incultes ; la commune possédait un seul moulin, celui de Rosporden, à eau. « Rosporden est situé sur le bord d'un joli étang pouvant avoir 45 hect. de superficie. La rivière d'Aven s'y jette, au lieu de s'y former comme le dit Ogée ; au sortir elle est assez forte pour porter bateau. Le bourg est lui-même d'un aspect attrayant. L'église, d'un gothique lourd et massif, qui peut remonter au XVIIe siècle, est surmontée par une élégante flèche en granite. À un quart de lieue de Rosporden est le château de Coat-Canton, dont l'arrière-façade est du style XIVe siècle, alors que la façade principale est d'une restauration qui remonte tout au plus à la fin du XVIIe siècle. (...) Rosporden ne manque pas de bois de chauffage ; mais il faut aller chercher le bois de construction à plus de trois lieues. Il y a foire au chef-lieu les 7 janvier, 8 février, 19 mars, 25 avril, 25 juin, 22 juillet, 16 août, 18 octobre et 6 décembre, le lendemain de la Trinité, le jeudi après le 14 septembre, et le 1er jeudi de novembre. Ces foires et celles de Coray sont à peu près les seules que les habitants de cette commune fréquentent. (...) Géologie : constitution granitique. On parle le breton et le français ».

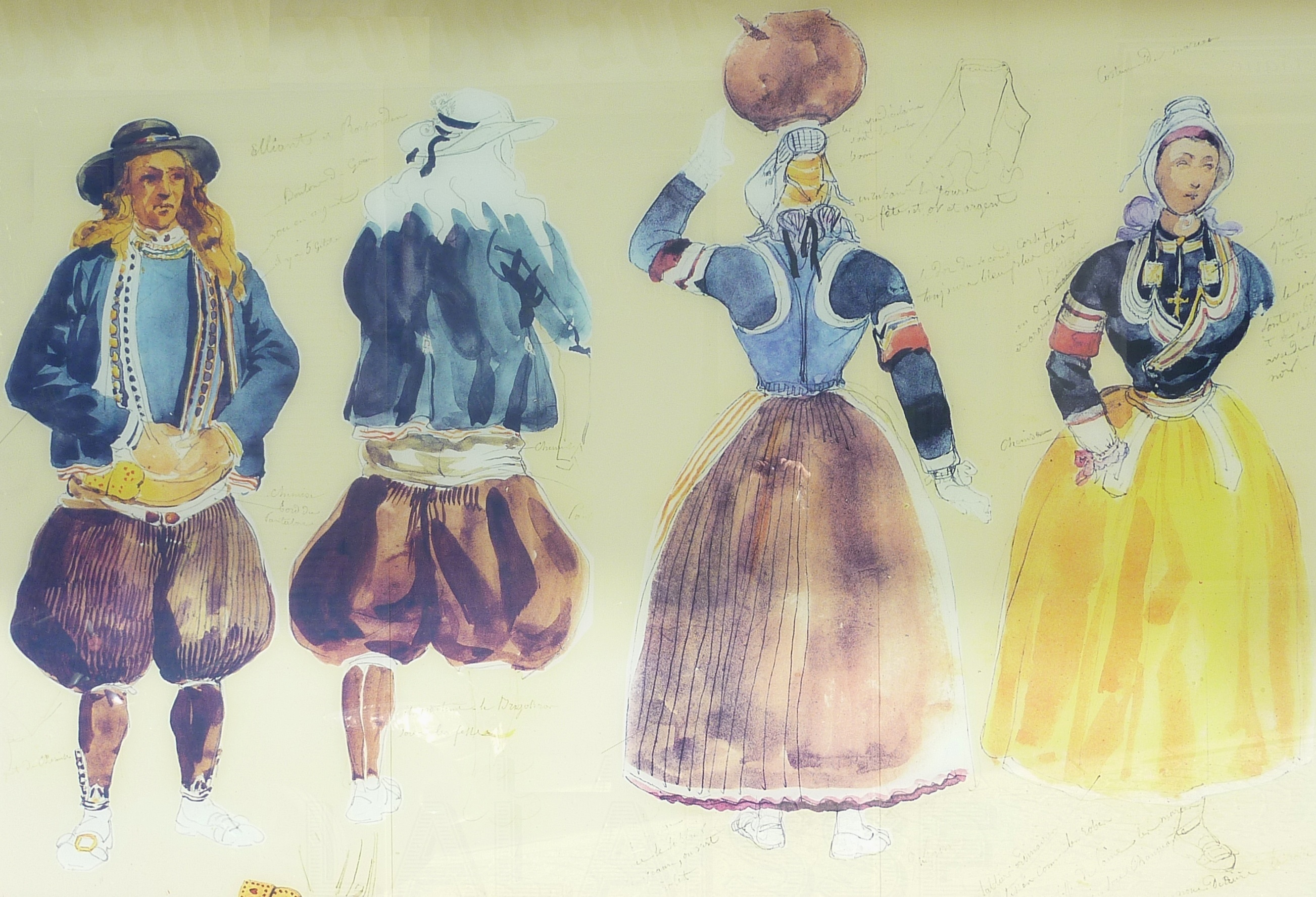
François Hippolyte Lalaisse, Homme et femme d'Elliant - Rosporden, aquarelle publiée dans Galerie Armoricaine. Costumes et vues pittoresques de la Bretagne (1848).
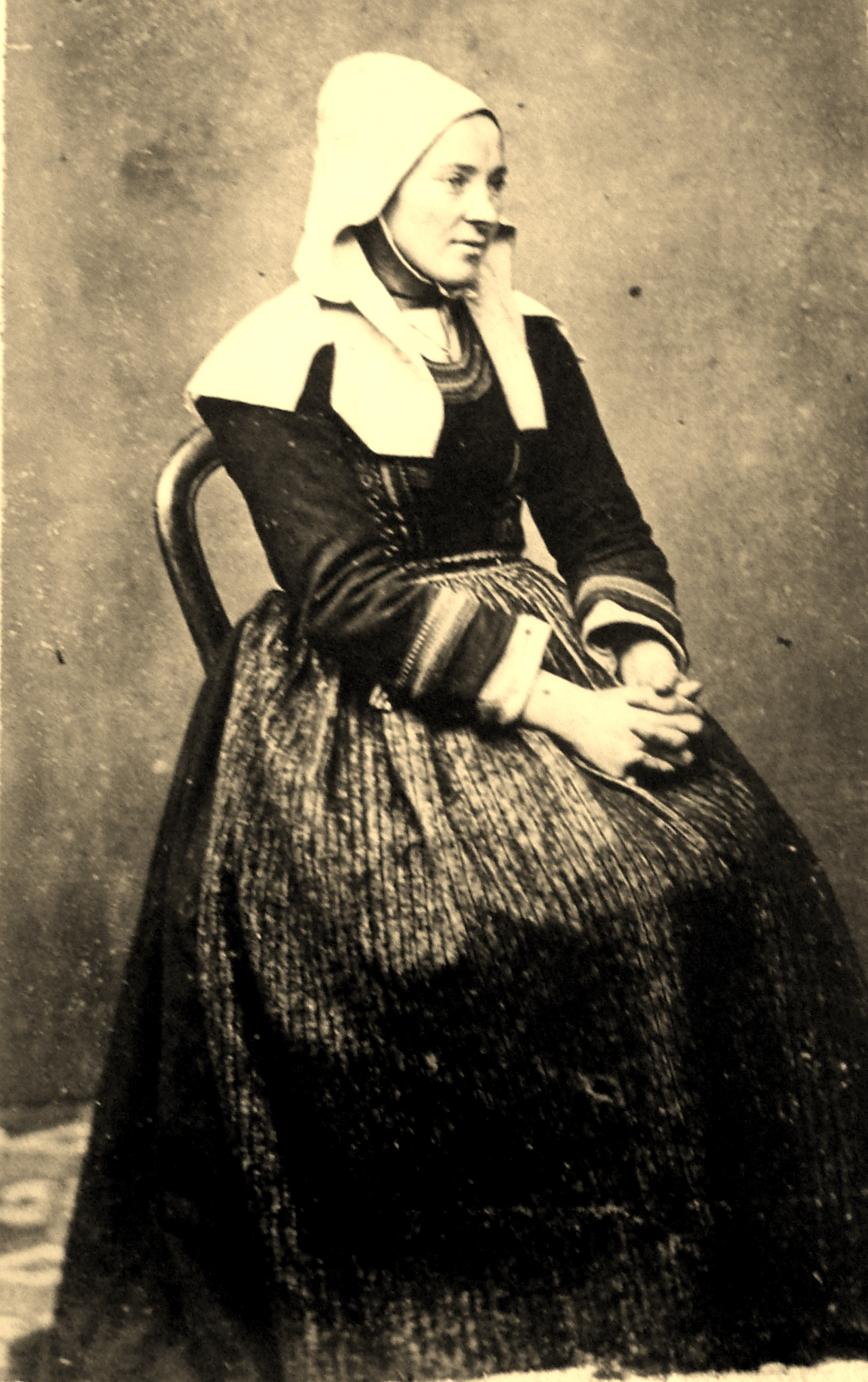
Attribué à Joseph Villard, Femme de Rosporden, photographie non sourcée.
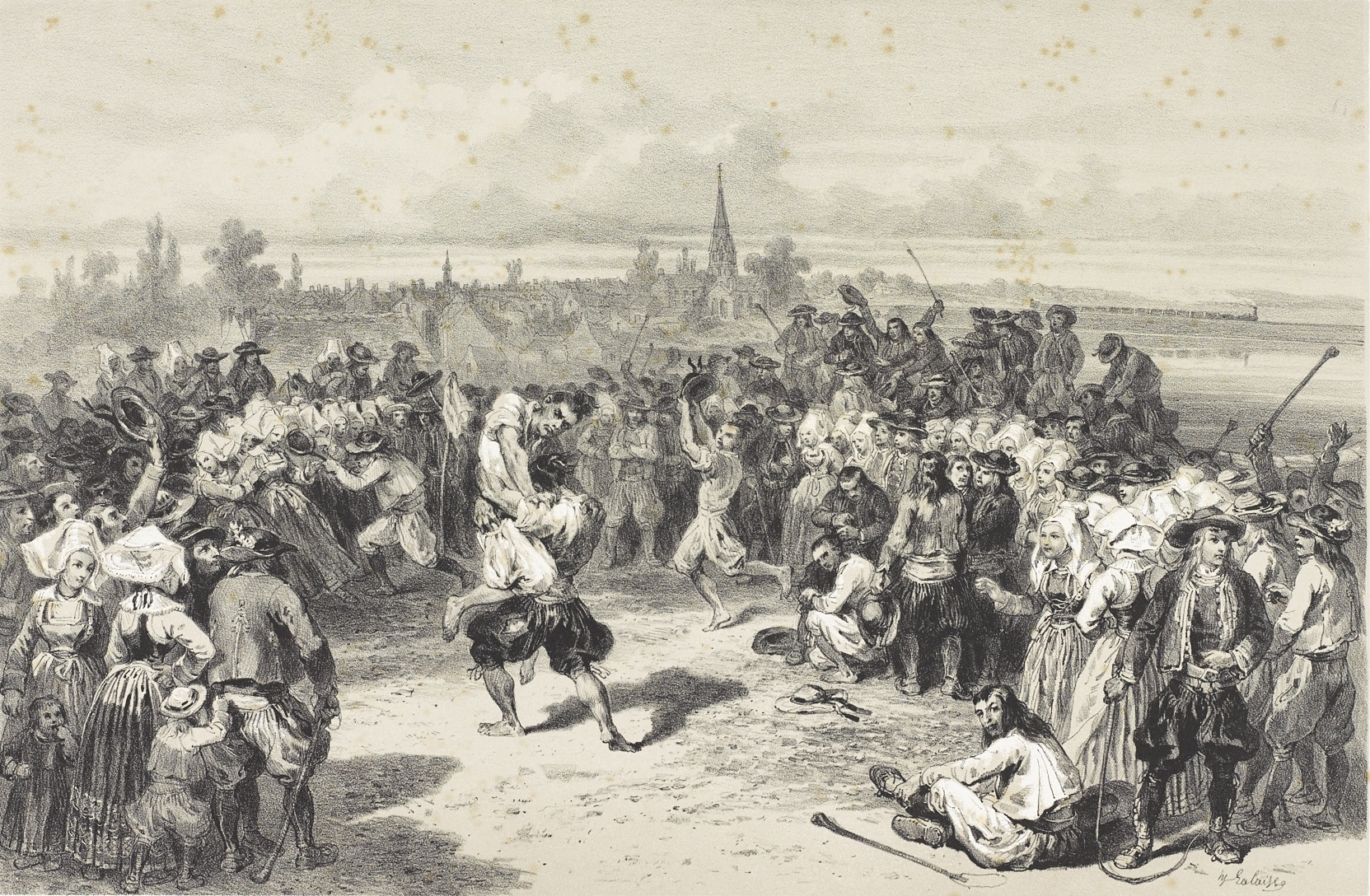
Scène de lutte bretonne se déroulant à Rosporden aux abords de l'étang vers 1860. L'imposant clocher de l'église de Rosporden se découpe sur l'horizon. Certains spectateurs brandissent leur chapeau tandis que d'autres brandissent leur penn bazh.

Le 14 août 1858, l'empereur Napoléon III et l'impératrice Eugénie de Montijo, dans le cadre de leur voyage en Bretagne, passèrent par Rosporden : « Dans la petite ville de Rosporden, tout le cortège du parcours impérial avait été orné avec élégance et la foule se pressait pour saluer le rapide passage de Leurs Majestés ».
Lors des pardons de Rosporden, des concours de lutte bretonne étaient organisés : celui de 1859, décrit par Eugène Loudun, opposa notamment deux fameux lutteurs Le Guichet et Trolez.
Les parents « se plaignent de ce que leurs enfants n'apprennent pas le français à l'école » écrit un instituteur de Rosporden en 1861.

#### Le marché de Rosporden décrit par Gustave Flaubert
Gustave Flaubert a décrit le marché de Rosporden en 1847 dans Par les champs et par les grèves, publié en 1886 :

« C'était jour de marché, la place était pleine de paysans, de charrettes et de bœufs ; on entendait sonner les rauques syllabes celtiques mêlées au grognement des animaux et au claquement des charrettes, mais pas de confusion, d'éclats, ni rires dans les groupes, ni bavardages sur le seuil des cabarets, pas un homme ivre, pas de marchand ambulant, point de boutique de toile peinte pour les femmes, ou de verroterie pour les enfants, rien de joyeux, de heurté, d'animé. Ceux qui veulent vendre attendent résignés et sans bouger le chaland qui vient à eux. Dans la place se promènent des couples de bœufs avec quelque enfant qui les retient par les cornes (...) »

Maxime Du Camp, qui voyageait en compagnie de Gustave Flaubert, écrit pour sa part : « En 1847, à Rosporden, un jour de marché, j'ai été entouré par plus de deux cents pauvres, et d'assez près, et d'une façon assez significative pour avoir été tenté d'appeler les gendarmes ».

#### La pêche aux mulettes perlières
Lionel Bonnemaire dans son livre Les mollusques des eaux douces de France et leurs perles, décrit la pêche que pratiquaient des jeunes filles de Rosporden dans l'Aven au lieu-dit Kerenmeriet [Keranmeriet / Kêr an Merc'hed] en Melgven à la fin du XIXe siècle (l'Aven était alors comme « pavée » de mulettes perlières) : « Jadis, la recherche de perles occasionnait de joyeuses parties. Les jeunes filles de Rosporden se rendaient au lieu-dit Kerenmeriet, en français Le bois des filles. Il est situé au bord de l'Aven. À demi dévêtues, ces pêcheuses improvisées ne craignaient pas d'entrer dans l'eau et prenaient un grand nombre de kregen dour dous [mulettes perlières en breton], qu'elles ouvraient sur le champ pour les visiter. Elles rejetaient ensuite leurs valves dans la rivière ».

#### Un carrefour ferroviaire

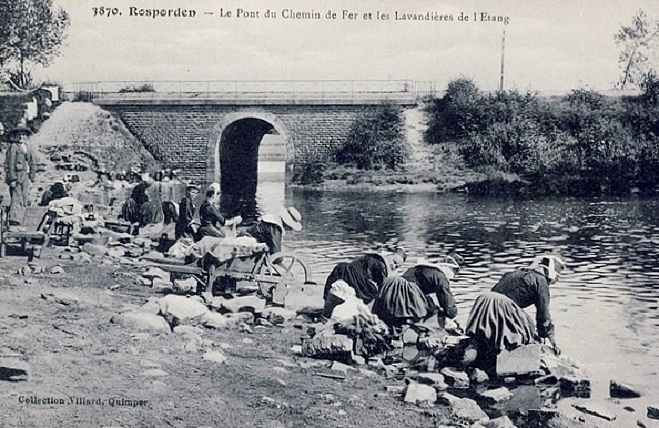
Rosporden : Le pont du chemin de fer et les lavandières de l'étang (carte postale, collection Villard).

En 1863, Rosporden est desservie par la voie ferrée de la Compagnie du chemin de fer de Paris à Orléans allant de Paris à Quimper. Grâce à sa gare, la ville va trouver un nouveau dynamisme économique. La ville devint même un carrefour ferroviaire, grâce à la ligne de Rosporden à Concarneau (ligne PO), ouverte en 1883 d'une part et à celles à voie métrique du Réseau breton en direction de Carhaix-Plouguer et Morlaix d'une part, ouverte en 1891, et de celle des Chemins de fer armoricains, en direction de Châteauneuf-du-Faou et Plouescat d'autre part, ouverte en décembre 1912.
Le manoir de Kerminy avait été édifié au XVIIe siècle par Antoine René Le Pappe, seigneur de Kerminihy ; à l'abandon dans la seconde moitié du XIXe siècle, la propriété est restaurée et son parc planté d'espèces exotiques par Émile Avril, ingénieur responsable de la construction de la voie ferrée, puis par son gendre le vicomte Aimé Édouard de Villiers du Terrage et ensuite le fils de ce dernier Marc de Villiers du Terrage.

#### Pierre Loti et Rosporden
En 1877, l'écrivain Pierre Loti commence à venir fréquemment à Rosporden, qu'il fréquenta de nombreuses fois dans la décennie 1880, dans la maison de son ami Pierre Le Cor, qui a épousé une jeune fille de Rosporden. Il devient le parrain de leur ainé, Julien Le Cor (né le 15 juin 1878) et rapporte tous les rites du baptême de son filleul dans l'Église de Toulven (Rosporden), dans son roman Mon frère Yves. Il se fit même confectionner un costume breton pour assister aux pardons des environs. Il décrit Rosporden dans ce roman, dans lequel son ami Pierre Le Cor est dénommé Yves Kermadec : « Elle est très ancienne cette église de Toulven [Rosporden] ; elle s'élève toute grise dans le ciel bleu, avec sa haute flèche de granite à jours, que par endroits les lichens ont dorée. Elle domine un grand étang avec des nénufars ».
Un tableau peint en 1923 par Adolphe Gumery représente Pierre Loti et Pierre Le Cor sur la tombe d'Yvonne. Il se trouve au Musée départemental breton de Quimper.

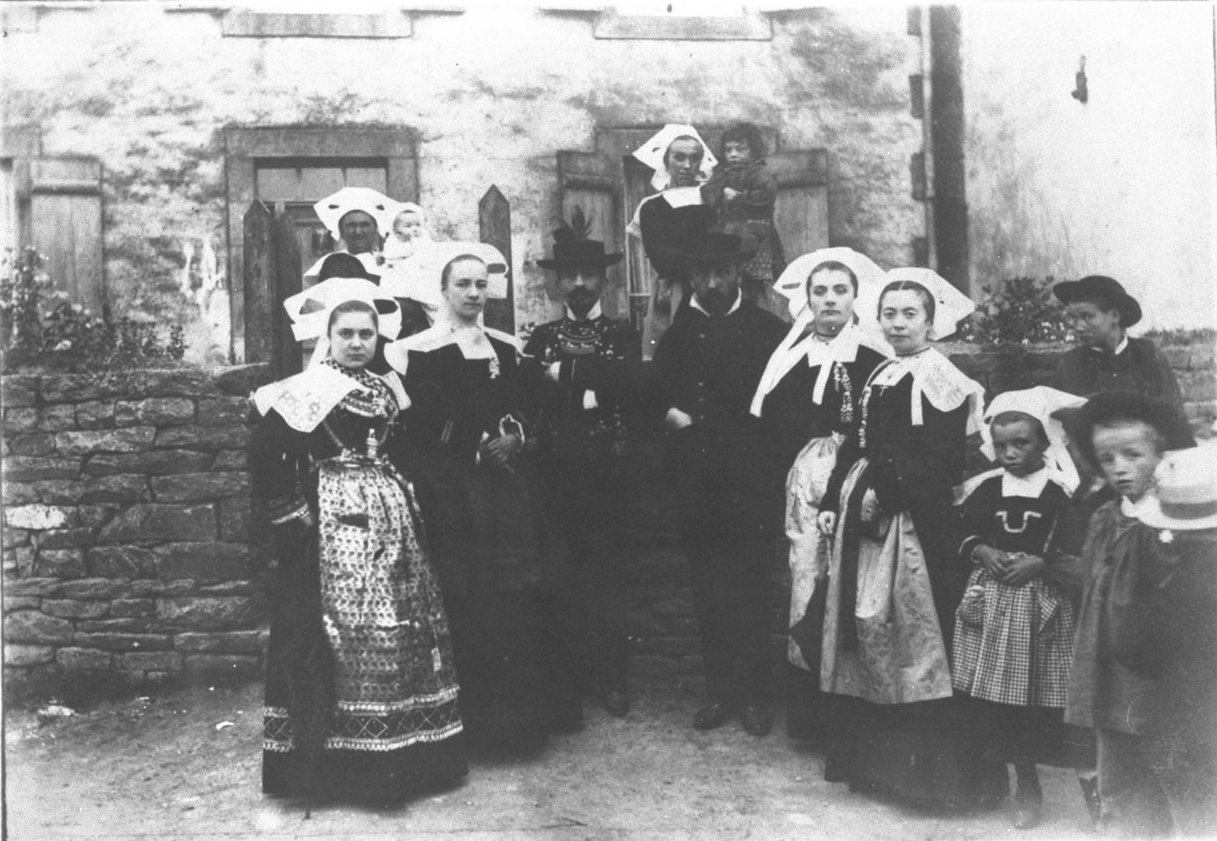
Pierre Loti : Devant la maison de mon frère Yves à Rosporden (vers 1890)

#### Rosporden à la fin duXIXesiècle
La commune de Rosporden fut augmentée de 3 hectares pris à Melgven par la loi du 1er août 1881.
Jules Vagnair, agrégé de lettres en 1862, décrit longuement Rosporden en 1893 dans le supplément littéraire du journal Le Figaro, qualifiant notamment Rosporden d'« infime bourgade du Finistère (...) [qui] se trouve dans une situation merveilleuse, près d'une forêt aux chênes séculaires, au bord d'un lac de toute beauté. (...) Pour suivre ses pardons, des milliers de pèlerins accourent de trente lieues à la ronde ». Il raconte aussi dans le même article l'histoire du carnaval de Rosporden dont un récit exagéré dans certains milieux parisiens, repris par plusieurs journaux de province, provoqua un engouement et une mode temporaire de "chapeaux Rosporden", d'"écharpes Rosporden", d'"ombrelles Rosporden" et de corsages bretons dans la bonne société parisienne, et provoqua un afflux de touristes à Rosporden.

#### L'invention et la consommation du chouchen dans la région de Rosporden
Dans les années 1830 déjà, Alexandre Bouët signalait que « quelques-uns, dans les années où le cidre manquait, faisaient de l'hydromel, cette boisson des anciens temps ». Toujours est-il que, dans une partie de la Basse Cornouaille, le chouchen semble, au lendemain de la Première Guerre mondiale, concurrencer le cidre et les autres boissons alcoolisées. De nombreux faits divers évoquent les « méfaits du chouchen », témoignant à l'évidence qu'il était alors consommé par les couches sociales les plus modestes, ce qui ne l'empêcha pas d'être servi lors de la réception de la fête des reines de Cornouaille de 1928 à Quimper. Un négociant rospordinois, Le Moal, fut le premier à employer le mot chouchen (qu'il écrit d'ailleurs souchen) dans un article daté du 15 novembre 1895 de l'Union agricole et maritime où il présente sa nouvelle liqueur comme efficace pour lutter contre l'influenza ; l'appellation fut officiellement déposée vers 1920 par Joseph Postic, négociant et futur maire de Rosporden.

### LeXXesiècle

#### La Belle Époque

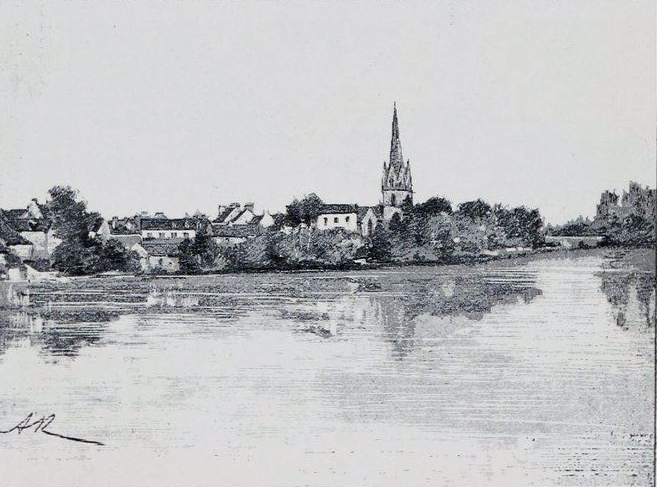
A. Karl, Rosporden avant 1903.

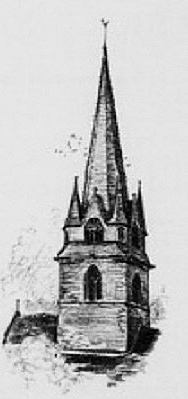
Le clocher de Rosporden (lithographie d'Albert Robida)

Dans La vieille France, livre publié en 1900, Albert Robida décrit ainsi Rosporden :

« Rosporden est un fort village en jolie situation qui se mire dans la belle nappe de son petit lac. Devant la chaussée que traverse le chemin de fer, l'église, parmi les arbres du cimetière, s'élève sur une pointe de terre avançant dans l'étang. Cette église ainsi dressée sur l'eau étincelante a un beau clocher à flèche de pierre, modeste assurément, mais dont le couronnement avec ses petits clochetons amalgamés aux lucarnes se silhouette bien dans le paysage. »

Le journal La Lanterne écrit le 23 mai 1903 :

« Les institutrices laïques de Rosporden (Finistère) montrent certainement autant de zèle que les sœurs pour favoriser l'instruction religieuse de leurs élèves. Elles les conduisent à la messe et aux vêpres, ainsi qu'à la retraite de première communion. (...) L'inspecteur d'académie ne devrait-il pas rappeler à leurs devoirs ses subordonnées ? »

Déclarée d'utilité publique le 12 juillet 1908, la ligne ferroviaire à voie métrique des Chemins de fer départementaux du Finistère allant de Châteauneuf-du-Faou à Rosporden, longue de 39 km, fut mise en service le 21 décembre 1912. Elle desservait les gares de Saint-Thois-Pont-Pol, Laz, Trégourez, Guernilis, Coray, Tourc'h, Bois-Jaffray-Saint-Guénal et Elliant. Elle ferma dès 1933.

#### La Première Guerre mondiale

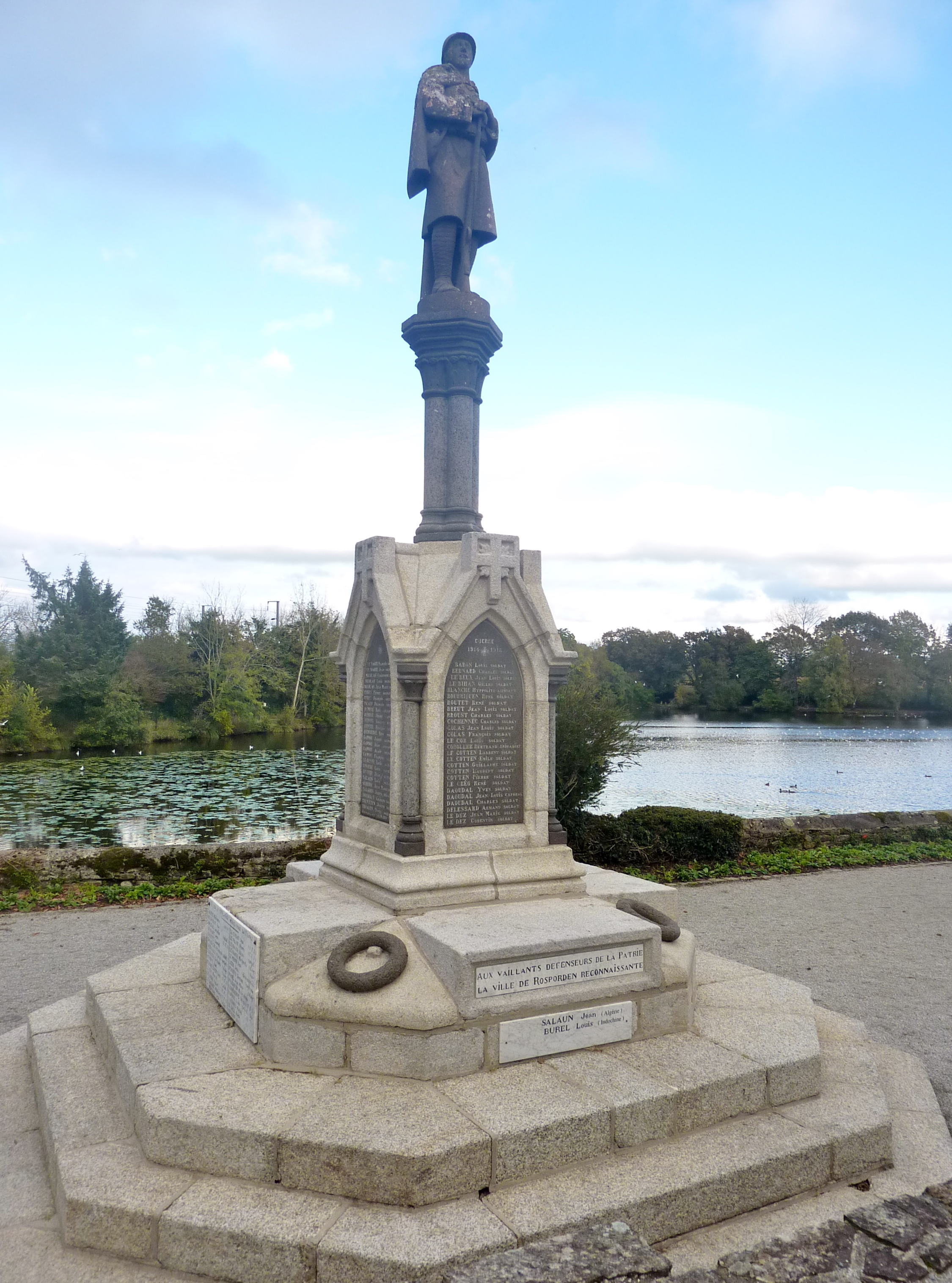
Armel Beaufils, Monument aux morts de Rosporden (1922).

Le Monument aux morts de Rosporden du sculpteur Armel Beaufils et de l'architecte Charles Chaussepied, dont le piédestal est construit en kersantite, a été érigé en 1922 et porte les noms de cent cinq soldats morts pour la France pendant la Première Guerre mondiale. Parmi eux, Christophe Le Gall et Joseph Le Gall ont tous deux étés décorés de la médaille militaire et de la croix de guerre. Un au moins (Joseph Mahé) est disparu en mer ; la plupart des autres sont morts sur le sol français.

#### Le centre de la "Giz Fouen"
Le territoire de la "Giz Fouen" regroupe 33 communes (Elliant, Scaër, Quimperlé, Riec, Bannalec, Concarneau, Fouesnant, Pont-Aven, Rosporden, etc..) ; Creston a démontré qu'elles eurent comme principal centre d'influence Rosporden plutôt que Fouesnant, trop excentré. La mode de Rosporden conserva jusqu'à la décennie 1930, entre le gilet et la veste, un intermédiaire sans manches, le "korf-chupenn", héritier des filets superposés.

#### Autonomisme breton

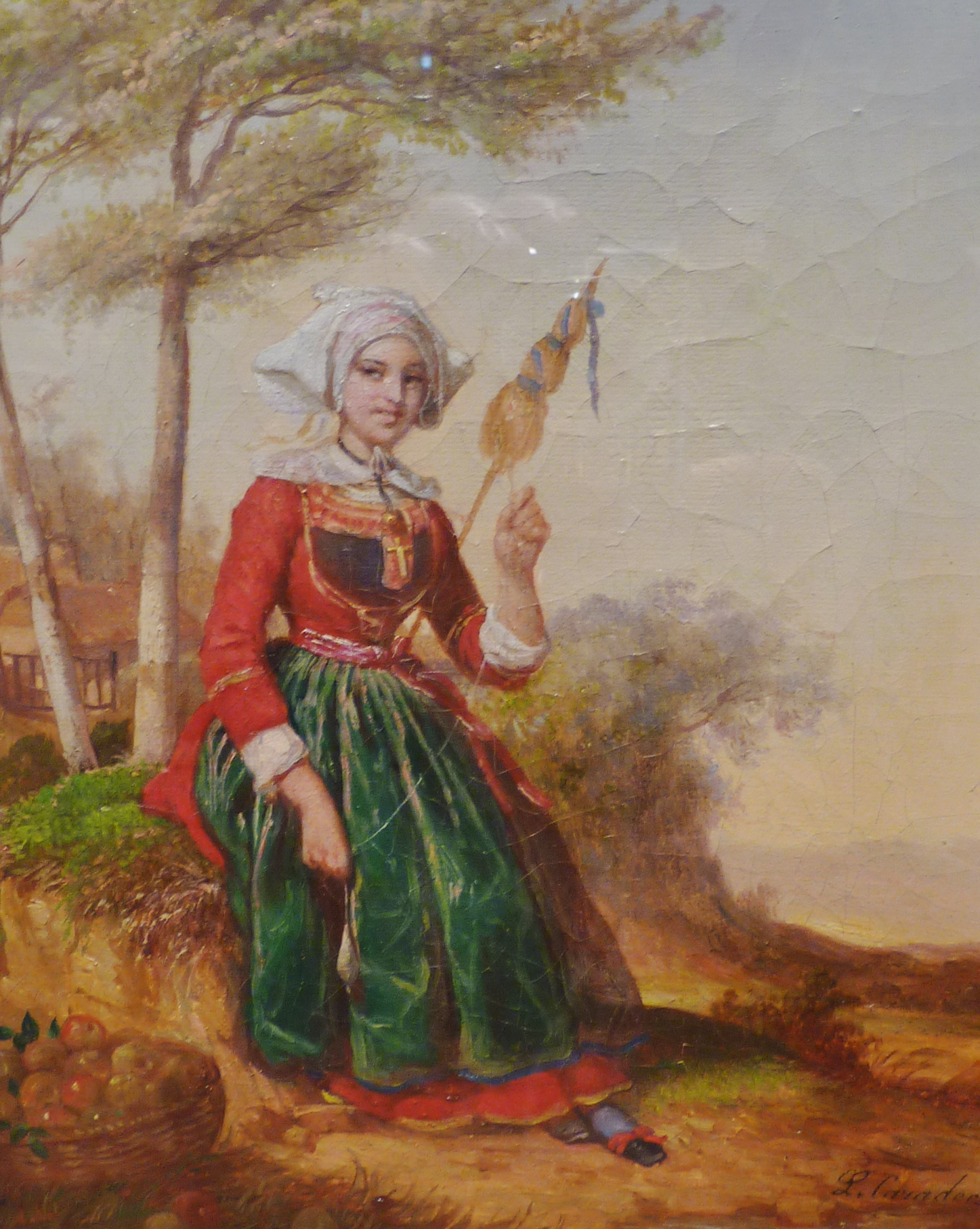
Louis Caradec, Fileuse de Rosporden - Fouesnant, Quimper, musée départemental breton.

Le  Parti Autonomiste Breton tint à Rosporden sa première réunion officielle et aussi son premier congrès. Il eut lieu le 10 septembre 1927 dans l'établissement dit de la « Vieille Auberge » toujours ouvert aujourd'hui. Y figuraient entre autres des autonomistes alsaciens et corses. Le parti inaugura le concept autonomiste en Bretagne sur le modèle alsacien. Y étaient présents Yann Sohier, Olier Mordrel, François Debauvais, Morvan Marchal, Paul Schall et Petru Rocca.

#### L'Entre-deux-guerres

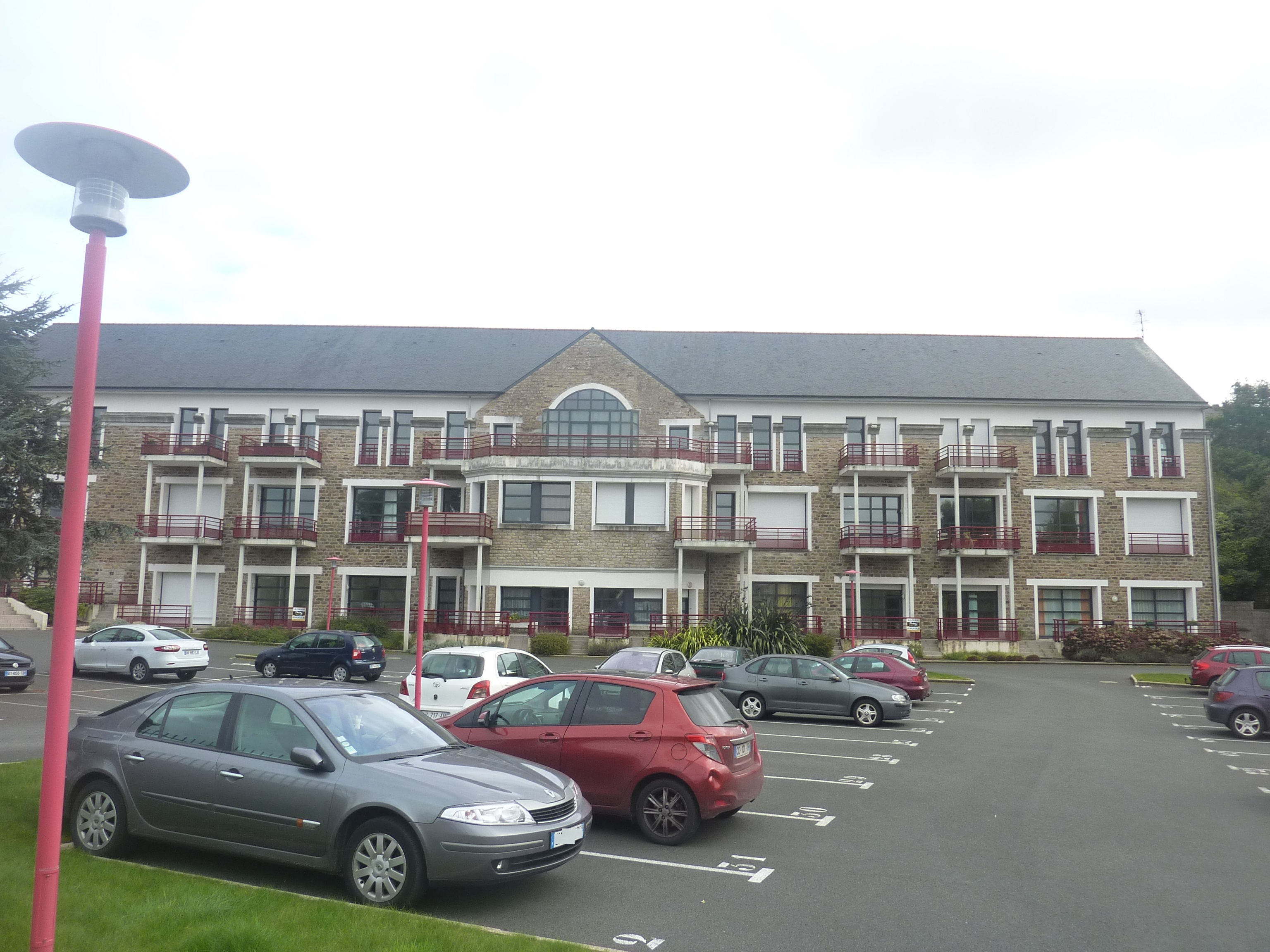
L'ancienne usine de cirages Mayola, reconvertie en immeuble d'habitation.

En septembre 1927, un Congrès des Bretons fut organisé à Rosporden et vit notamment la création du Parti autonomiste breton et d'un « Comité des minorités nationales de France », regroupant des Alsaciens-Lorrains, des Flamands, des Bretons et des Corses. « Les Bretons ont affirmé dans cette réunion, qui a duré trois jours, qu'ils en avaient assez de la centralisation française qui veut supprimer les traditions et la langue de Bretagne, et ils ont formulé un plan de résistance pour la défense de leurs particularités ethniques ».
Germain Pensivy fut un maître d'école, un « hussard de la République », qui a influence toute une génération de jeunes rospordinois pendant l'Entre-deux-guerres. Capitaine au 481e régiment de pionniers coloniaux, il est mort pour la France des suites de ses blessures le 18 mai 1940 à Aubigny (Ardennes). Depuis le 8 mai 1980, le collège public de Rosporden porte son nom.
Rosporden a connu une industrialisation assez remarquable : l'essor de la culture des haricots verts et des petits pois a permis à partir dès la fin du XIXe siècle la construction de conserveries (notamment l'usine Jean Nicolas, troisième conserverie de la ville, fondée en 1930.), qui mirent aussi en boîtes du poisson, en raison de la proximité du port de Concarneau ; un négociant en chouchen, Mayola, crée une usine de cirages, encaustiques et produits d'entretien. Les entreprises de galoches sont devenues les chaussures Le Roy. Vers 1970, 1 400 ouvriers travaillaient sur la commune.

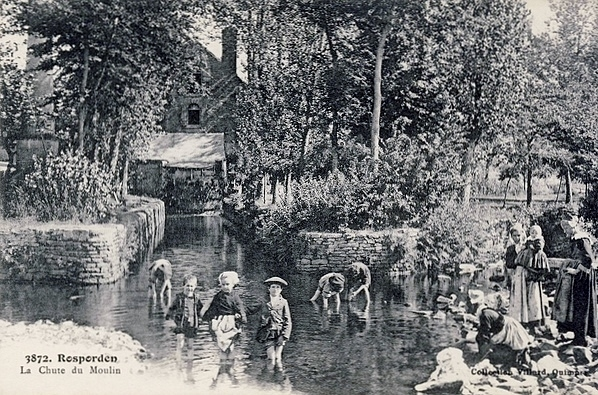
Rosporden : La chute du moulin [sur l'Aven] (carte postale, collection Villard).
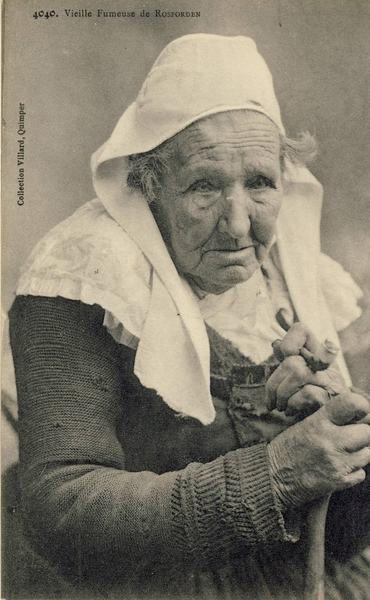
Vieille fumeuse de Rosporden (carte postale, collection Villard).
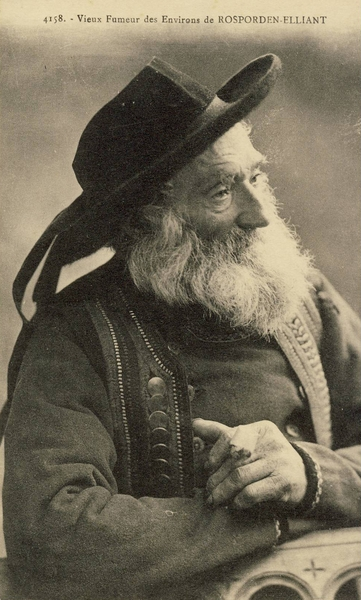
Vieux fumeur des environs de Rosporden-Elliant (carte postale, collection Villard).
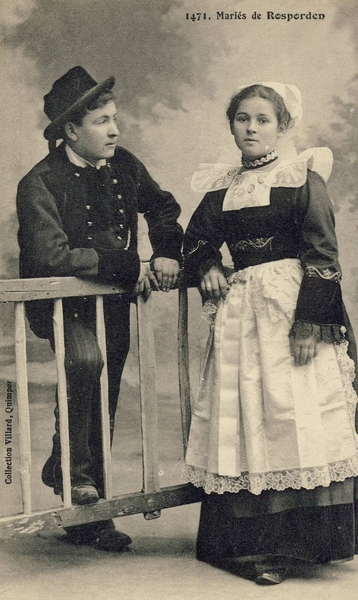
Mariés de Rosporden (carte postale, collection Villard).
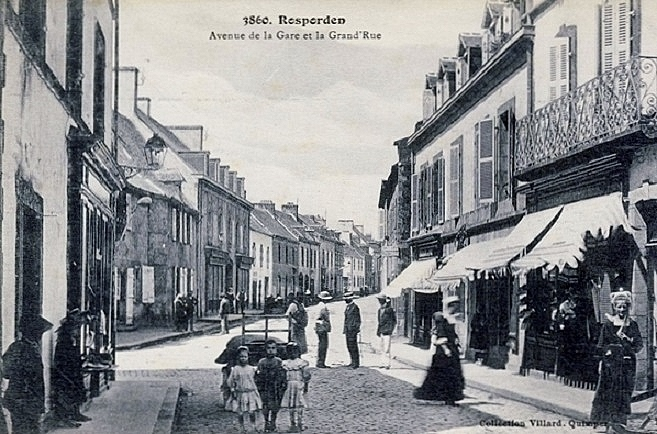
Rosporden : l'Avenue de la Gare et la Grand'Rue (carte postale, collection Villard).
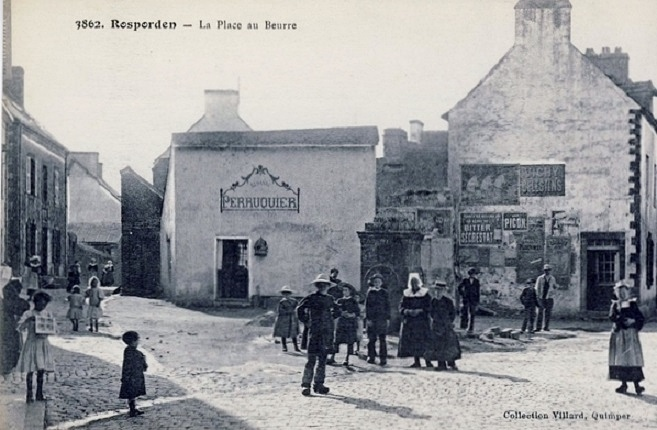
Rosporden : la place au beurre (carte postale, collection Villard).

#### La Seconde Guerre mondiale
Le Monument aux morts de Rosporden porte les noms de trente-deux personnes mortes pour la France pendant la Seconde Guerre mondiale. Parmi elles Michel Yvonnou, résistant, fusillé le 5 octobre 1944 à Penmarc'h. Un soldat originaire de Rosporden (Corentin Brunau) est mort sur le front belge en 1940.
Jean Mazéas, de Rosporden, membre du commando Kieffer, participa au débarquement de Normandie le 6 juin 1944.

##### La Résistance: les maquis de Rosporden
Le 21 mai 1944 un train est mitraillé entre Rosporden et Concarneau (quatre blessés).
Trois groupes de résistants ont été actifs dans la région de Rosporden : le groupe Libé-Nord, dirigé par François Rivier et comprenant notamment son fils Albert Rivier, Bertrand Petit, dit « Duguesclin », Robert Ricco, Louis Quénéhervé, dit « La Plume », Jean Guéguen, dit « L'Empereur », etc. ;  le groupe Vengeance dirigé par Pierre Le Naour et René Gall ; le bataillon FFI du capitaine Mercier (de son vrai nom Louis René Le Cleach) dont l'histoire est racontée par le journal Ouest-France du 14 octobre 1944. Parmi leurs actions, les combats de Kernabat en Scaër qui firent 18 victimes fusillées par les Allemands le 15 juillet 1944 parmi les résistants dont neuf membres du maquis de Rosporden : Yves Baron, Hervé Delessart, Corentin Guillou, René Le Gall, Roger Kerjose, René Mao, Jean-Louis et Marcel Rannou et Pierre Salomon, qui sont commémorées par le mémorial de Kernabat en Scaër et la stèle de Quillien en Tourch. Les dirigeants de ces trois groupes de résistance se rencontrent secrètement le 12 juillet 1944 à la gendarmerie de Rosporden pour adopter une stratégie commune et se mettent d'accord pour confier le commandement commun au capitaine Mercier, la première compagnie étant commandée par Albert Rivier, la seconde par Yves Le Corre, puis par Pierre Le Naour, la troisième par Robert Ricco.
Le capitaine Charron a écrit : « Il y a maintenant deux compagnies de deux cents hommes dans le maquis, une troisième commence à s'armer dans Rosporden même sous les ordres de Ricco. C'est la troisième colonne déjà en place […] » dans l'attente du signal de l'insurrection.

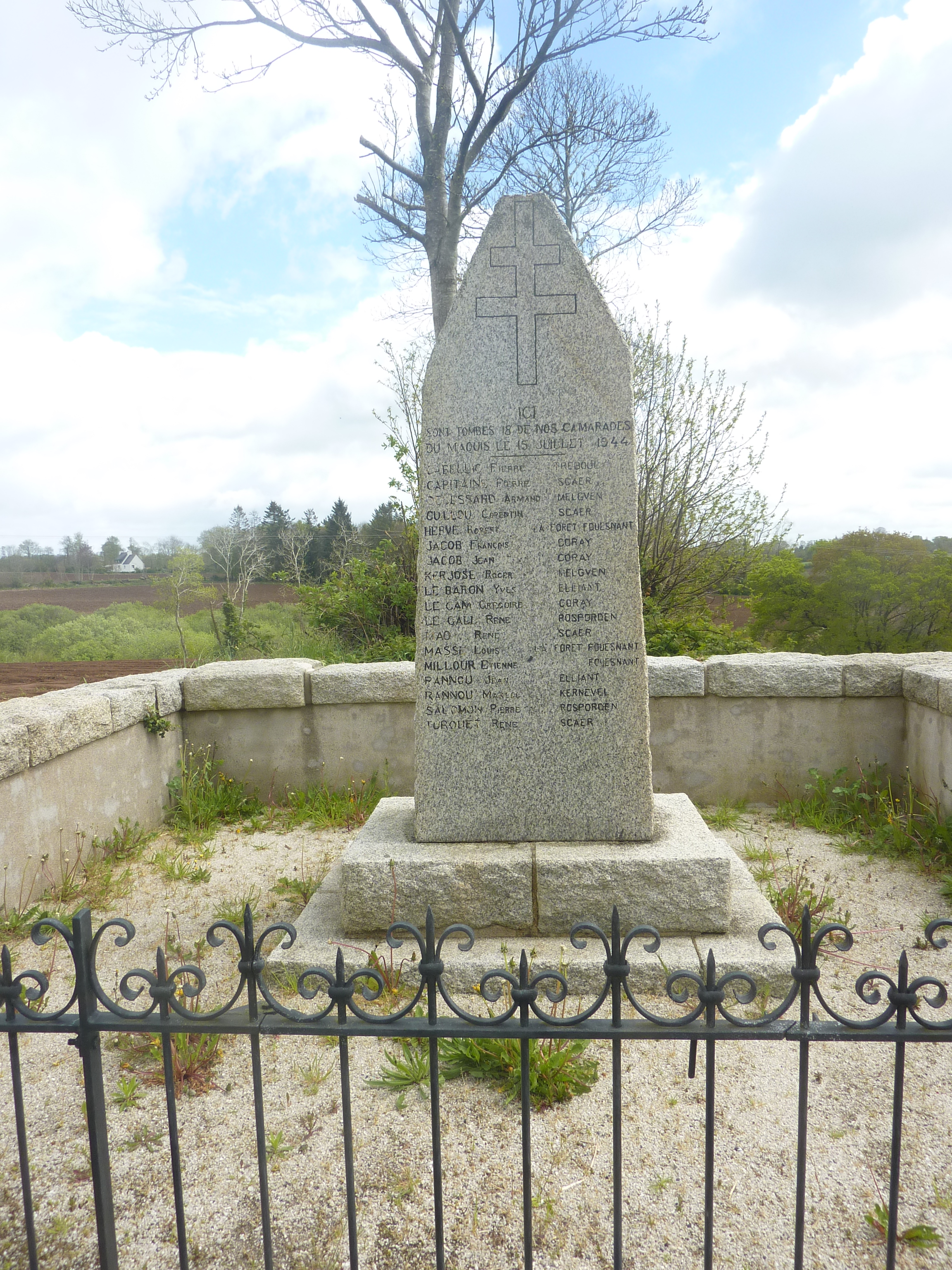
Monument commémoratif des combats de Kernabat à Scaër.
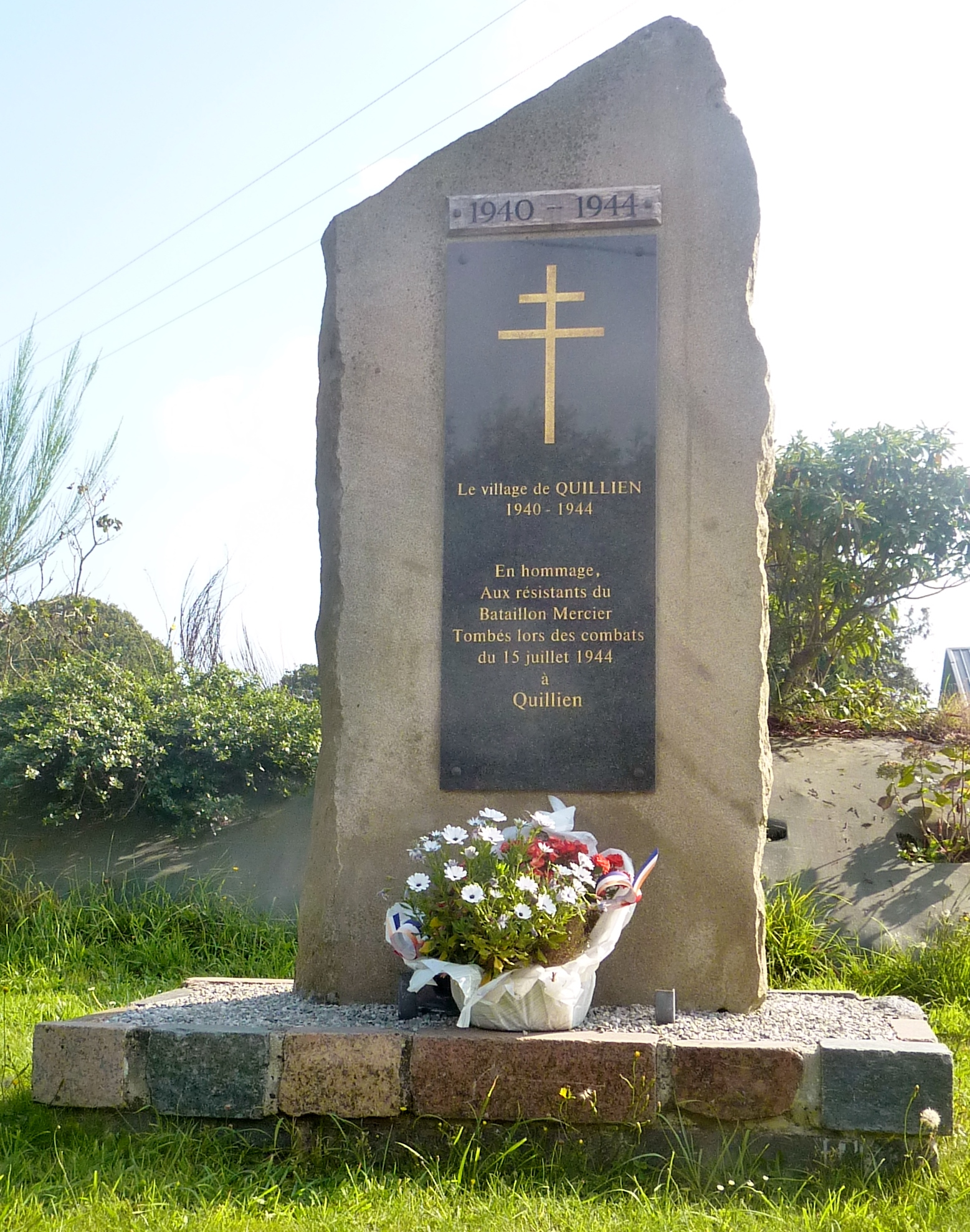
Monument aux morts de Quillien à Tourch.

##### Rosporden libérée par les résistants
Le 2 août 1944, le bataillon Mercier, caché depuis le 28 juillet 1944 dans la ferme de Kerodet en Coray (sa base est nommé « camp Delessart » en hommage à l'un des résistants fusillés à Kernabat-Quillien), reçoit par un message codé de la radio de Londres (« Le chapeau de Napoléon est-il toujours à Perros-Guirec ? ») l'ordre de prendre Rosporden. Les troupes américaines sont alors encore à Pontorson, à 280 km de là. La ville est libérée entre le 4 et le 6 août 1944 ; les combats commencent le 4 août 1944 et durent toute la journée, Robert Ricco parvenant à hisser le drapeau tricolore sur la mairie ; les résistants se retirent le soir, laissant les Allemands encore maîtres de la ville. Ceux-ci, ainsi que des Russes blancs qui étaient hébergés dans l'école Sainte-Thérèse, se livrent alors à des représailles à l'encontre de la population (vols, viols, trente-deux maisons incendiées). Environ vingt cinq personnes, presque toutes du quartier du Pont Biais, sont prises comme otages et conduites à Quimperlé ; parmi elles se trouvait le maire de Tourch, René Le Roy. Le train qui les conduisait de Quimperlé à Lorient est bombardé le 7 août 1945 à Quéven (Morbihan) et les otages tentent alors de s'enfuir ; neuf d'entre eux sont tués : Marguerite Caugant (née Le Naour), Vincent Baudic, Jean Bernard, Jean Flaouter, Jean Hémery, Antoine Hénaff, Jean Le Menn, Albert Pirlo, Jean-Marie Porhiel.
L'insurrection recommence le 5 août 1944 à 5 heures du matin. Un train de l'organisation Todt stationnait cette nuit-là au Pont Biais (à proximité immédiate de la gare de Rosporden), et les Allemands qui s'y trouvaient renforcèrent la résistance allemande. Un groupe de résistants FTP, dirigé par Jean Goarant, dit « Perrochet », est accroché le 5 août 1944 par les Allemands au Poteau Vert, sur la route de Rosporden à Concarneau : les combats font quatre tués parmi les résistants (Jean Goarant, 41 ans ; Yves Hervé, 31 ans ; Jacques Quénéhervé, 23 ans ; Jean Le Quilliec, 23 ans). Les résistants attaquent la kommandantur locale, qui était implantée dans la maison de l'usinier Caugant. L'entrée officielle du bataillon Mercier dans Rosporden libérée fut fêtée dès le 5 août en début d'après-midi.
Le 6 août 1944, des troupes allemandes venant de Brest et cherchant à se replier en direction de la Loire sont arrêtées à l'entrée ouest de Rosporden à Dioulan par la section du lieutenant Gérard de Carville, blessé à mort lors des combats pendant lesquels René Daouphars, un résistant venu de Guiscriff, est également tué, ainsi que Jean Clech'mine, de Kernével. Ces Allemands sont contraints de faire demi-tour et vont se réfugier à Concarneau. Les Allemands ont en tout vingt-trois camions hors d'usage et environ trois cents tués et blessés ; neuf camions sont récupérés par les résistants.
Les autres résistants tués pendant les combats pour la libération de Rosporden sont Jean Le Guiban le 5 août 1944 et Pierre Le Naour, de Rosporden ; Auguste Robic, de Melgven.
Le 7 août 1944, un groupe de résistants du mouvement Vengeance attaque des soldats allemands à Kernaoulan en Nizon et cherche à empêcher une éventuelle attaque allemande à partir des cantonnements allemands du Fresq et de Kerguirizit en Melgven : Yves Trichard est tué ce jour-là par une balle explosive allemande à Croissant-Bouillet.
Rosporden fut le théâtre de crimes de guerre commis par les Allemands, mais également par des Rospordinois : quelques jours après la libération de la ville, en représailles contre les atrocités commises par les troupes allemandes et russes blanches, des responsables locaux de la Résistance se firent remettre des soldats allemands faits prisonniers à Riec-sur-Bélon et totalement étrangers à ces exactions [source insuffisante]. Un soldat fut fusillé sans jugement dans chaque maison brûlée, le plus jeune d'entre eux n'avait pas 18 ans. Les corps laissés à l'abandon furent récupérés par l'armée américaine qui leur donna une sépulture décente. [source insuffisante]
Deux résistants furent maires de Rosporden à la Libération : Albert Rivier (nommé président de la délégation spéciale le 10 août 1944), puis brièvement René Gall.
Le général de Gaulle vint à la Libération de la France à Rosporden, le 22 juillet 1945, durement touchée durant la Libération. Il s'arrêta également à la Croix-Lanveur (commune de Kernével à l'époque) où il fut salué par les autorités de la commune de Kernével et par la population du bourg et de ses alentours.

#### La fusion avec Kernével et le rattachement du quartier de la Butte
Un projet de création d'un « Grand Rosporden », incluant les communes de Kernével et Melgven, existait depuis 1954 ; sa concrétisation aurait permis à Rosporden de devenir l'une des plus vastes communes du département (elle serait passée de 1 075 ha à 10 855 ha et sa population aurait atteint 9 300 habitants en 1973 en absorbant Kernével et Melgven). Des référendums sont organisés le 18 novembre 1973 : si les électeurs de Kernével votent en faveur de la fusion (811 « oui », 691 « non ») car pour eux ce rattachement semblait logique, car ils fréquentaient majoritairement Rosporden pour leur travail, les commerces et les écoles, ceux de Melgven votent contre (1 298 « non » et 633 « oui ») à la suite d'une campagne référendaire acharnée et houleuse animée par un « Comité de défense » hostile à la fusion (une grande pancarte « Non à la fusion » fut accrochée dans le bourg, des manifestations furent organisées) avec à sa tête Alphonse Carnot et le soutien du maire René Balaven, la majorité des habitants étant davantage attirés par Concarneau que par Rosporden ; seuls les électeurs du bureau de Cadol (où étaient inscrits entre autres les habitants du quartier de la Butte), plus proches de Rosporden, votant en faveur de la fusion par 576 « oui » contre 285 « non ».
Le 26 avril 1976, un décret préfectoral porte « rattachement à la commune de Rosporden de la portion du territoire de la commune de Melgven dite « Quartier de la Butte », d'une superficie de 398 ha et comprenant 1 148 habitants », ce qui prive aussi Melgven de 42 % de ses recettes fiscales car la partie annexée par Rosporden accueillait de nombreuses entreprises, des salaisons et des conserveries notamment.

#### Des municipalités de gauche
Depuis la Seconde Guerre mondiale et jusqu'en 2014, Rosporden a été administrée par des municipalités d'abord radicales et radicales-socialistes, puis socialistes. Gilbert Monfort (socialiste) étant maire pendant six mandats consécutifs entre 1977 et 2014. Il défendit notamment le maintien des arrêts de trains express, puis TGV, dans la gare de Rosporden.

### LeXXIesiècle

#### L'usine Bonduelle
La société Bonduelle a ouvert en 2003 une usine dans les locaux occupés  antérieurement par les .charcuteries Caugant. Depuis 2009 cette usine, abandonnant la production de conserverie, se consacre exclusivement à la préparation de produits frais (27 000 tonnes de produits divers en 2017-2018 ; c'est la principale unité européenne du groupe). En 2022, l'usine de Rosporden emploie 250 salariés permanents et 350 saisonniers.

#### La fermeture des deux usines Boutet-Nicolas en 2014
Les deux usines de conserverie et transformation de légumes Boutet-Nicolas, issues de deux entreprises distinctes, Boutet (créée en 1921) et Nicolas (créée en 1923), possédées par la CECAB, ont fermé en 2014, entraînant la disparition de 150 emplois permanents et de près de deux cents emplois saisonniers et intérimaires, à 80 % féminins.
L'usine, devenue une ruine, est démolie en 2024 ; le site, classé en zone inondable en raison de son site dans le lit majeur du Ruisseau du Roudou (celui-ci va  retrouver l'air libre), va être rendu à la nature

#### La crise municipale de 2016
La victoire électorale en mars 2014 de la liste menée par Christine Le Tennier, avec 58,73 % des voix au second tour, met fin à des décennies de municipalités de gauche à Rosporden. Mais en avril 2016, la maire est désavouée par 22 membres de sa liste membres du conseil municipal, qui l'accusent notamment d'autoritarisme, et est mise en minorité, ce qui la conduit à démissionner quelques jours plus tard.
La démission de nombreux autres conseillers municipaux oblige le Préfet du Finistère à dissoudre le Conseil municipal et à provoquer de nouvelles élections le 2 juillet 2016 qui voient la victoire de la liste de gauche, emmenée par Michel Loussouarn, qui avait été battue en 2014.

#### Le legs Sellin
En 2020 la commune a reçu de la part de Jean-Yves Sellin un legs d'un million d'euros, sous réserve de donner le nom de Maurice Sellin, son père, ancien joueur de football professionnel, à un équipement sportif.

### Langue
Si le français est aujourd'hui la langue usitée quotidiennement par les Rospordinois, cela n'a pas toujours été le cas par le passé. Un voyageur de la seconde moitié du XVIIe siècle, Albert Jouvin de Rochefort, n'a retenu de son séjour dans la ville de Rosporden que son embarras pour se faire servir dans une auberge à cause de son ignorance du breton. « Il faut que je l'avoue que c'est une incommodité de ne pas entendre entièrement la langue du pays où l'on voyage. » En 1902, le breton était déjà en net recul dans la ville, puisque selon une enquête diocésaine, le catéchisme y était enseigné majoritairement en français.

### Liste des maires

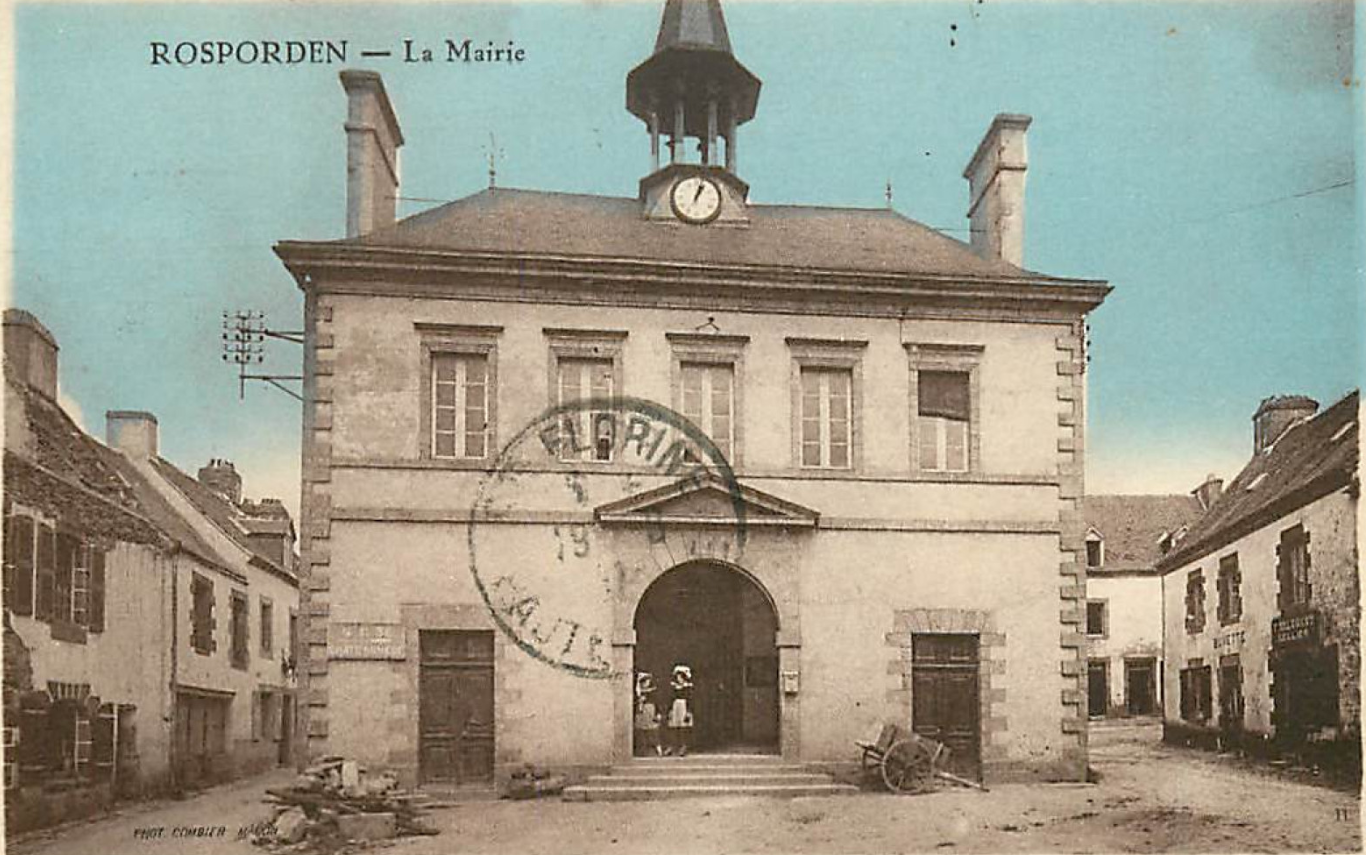
L'ancienne mairie de Rosporden.

## Population et société

### Démographie

#### Évolution démographique
L'évolution du nombre d'habitants est connue à travers les recensements de la population effectués dans la commune depuis 1793. Pour les communes de moins de 10 000 habitants, une enquête de recensement portant sur toute la population est réalisée tous les cinq ans, les populations de référence des années intermédiaires étant quant à elles estimées par interpolation ou extrapolation. Pour la commune, le premier recensement exhaustif entrant dans le cadre du nouveau dispositif a été réalisé en 2005.
En 2022, la commune comptait 7 580 habitants, en évolution de −0,82 % par rapport à 2016 (Finistère : +2,16 %, France hors Mayotte : +2,11 %). Le maximum de la population a été atteint en 2011 avec 7 334 habitants.
| 1793 | 1800 | 1806 | 1821 | 1831 | 1836  | 1841  | 1846  | 1851  |
| ---- | ---- | ---- | ---- | ---- | ----- | ----- | ----- | ----- |
| 749  | 765  | 768  | 867  | 927  | 1 006 | 1 033 | 1 048 | 1 186 |

| 1856  | 1861  | 1866  | 1872  | 1876  | 1881  | 1886  | 1891  | 1896  |
| ----- | ----- | ----- | ----- | ----- | ----- | ----- | ----- | ----- |
| 1 229 | 1 242 | 1 284 | 1 213 | 1 325 | 1 539 | 1 742 | 1 847 | 2 069 |

| 1901  | 1906  | 1911  | 1921  | 1926  | 1931  | 1936  | 1946  | 1954  |
| ----- | ----- | ----- | ----- | ----- | ----- | ----- | ----- | ----- |
| 2 197 | 2 360 | 2 450 | 2 386 | 2 438 | 2 464 | 2 594 | 2 887 | 2 876 |

| 1962  | 1968  | 1975  | 1982  | 1990  | 1999  | 2005  | 2006  | 2010  |
| ----- | ----- | ----- | ----- | ----- | ----- | ----- | ----- | ----- |
| 3 416 | 3 378 | 7 082 | 6 735 | 6 485 | 6 441 | 6 784 | 6 859 | 7 227 |

| 2015  | 2020  | 2022  | - | - | - | - | - | - |
| ----- | ----- | ----- | - | - | - | - | - | - |
| 7 608 | 7 594 | 7 580 | - | - | - | - | - | - |

Commentaire  : L'augmentation subite de la population constatée en 1975 est due à la fusion de Rosporden avec Kernével en 1973, commune qui avait 2 485 habitants en 1968 lors du dernier recensement antérieur à la fusion. En 1976, le rattachement du quartier de la Butte (1 149 habitants), qui faisait jusque-là partie de la commune de Melgven, perturbe aussi l'analyse de l'évolution démographique.

#### Pyramide des âges
En 2018, le taux de personnes d'un âge inférieur à 30 ans s'élève à 30,0 %, soit en dessous de la moyenne départementale (32,5 %). À l'inverse, le taux de personnes d'âge supérieur à 60 ans est de 29,5 % la même année, alors qu'il est de 29,8 % au niveau départemental.
En 2018, la commune comptait 3 683 hommes pour 3 950 femmes, soit un taux de 51,75 % de femmes, légèrement supérieur au taux départemental (51,41 %).
Les pyramides des âges de la commune et du département s'établissent comme suit.
| Hommes | Classe d’âge | Femmes |
| ------ | ------------ | ------ |
| 0,8    | 90 ou +      | 3,2    |
| 7,5    | 75-89 ans    | 11,3   |
| 17,2   | 60-74 ans    | 18,8   |
| 23,8   | 45-59 ans    | 21,9   |
| 18,4   | 30-44 ans    | 17,0   |
| 14,8   | 15-29 ans    | 12,3   |
| 17,4   | 0-14 ans     | 15,6   |

| Hommes | Classe d’âge | Femmes |
| ------ | ------------ | ------ |
| 0,7    | 90 ou +      | 2,2    |
| 7,8    | 75-89 ans    | 11,5   |
| 19,2   | 60-74 ans    | 20,1   |
| 20,8   | 45-59 ans    | 19,7   |
| 17,7   | 30-44 ans    | 16,6   |
| 17,1   | 15-29 ans    | 14,7   |
| 16,8   | 0-14 ans     | 15,2   |

## Monuments

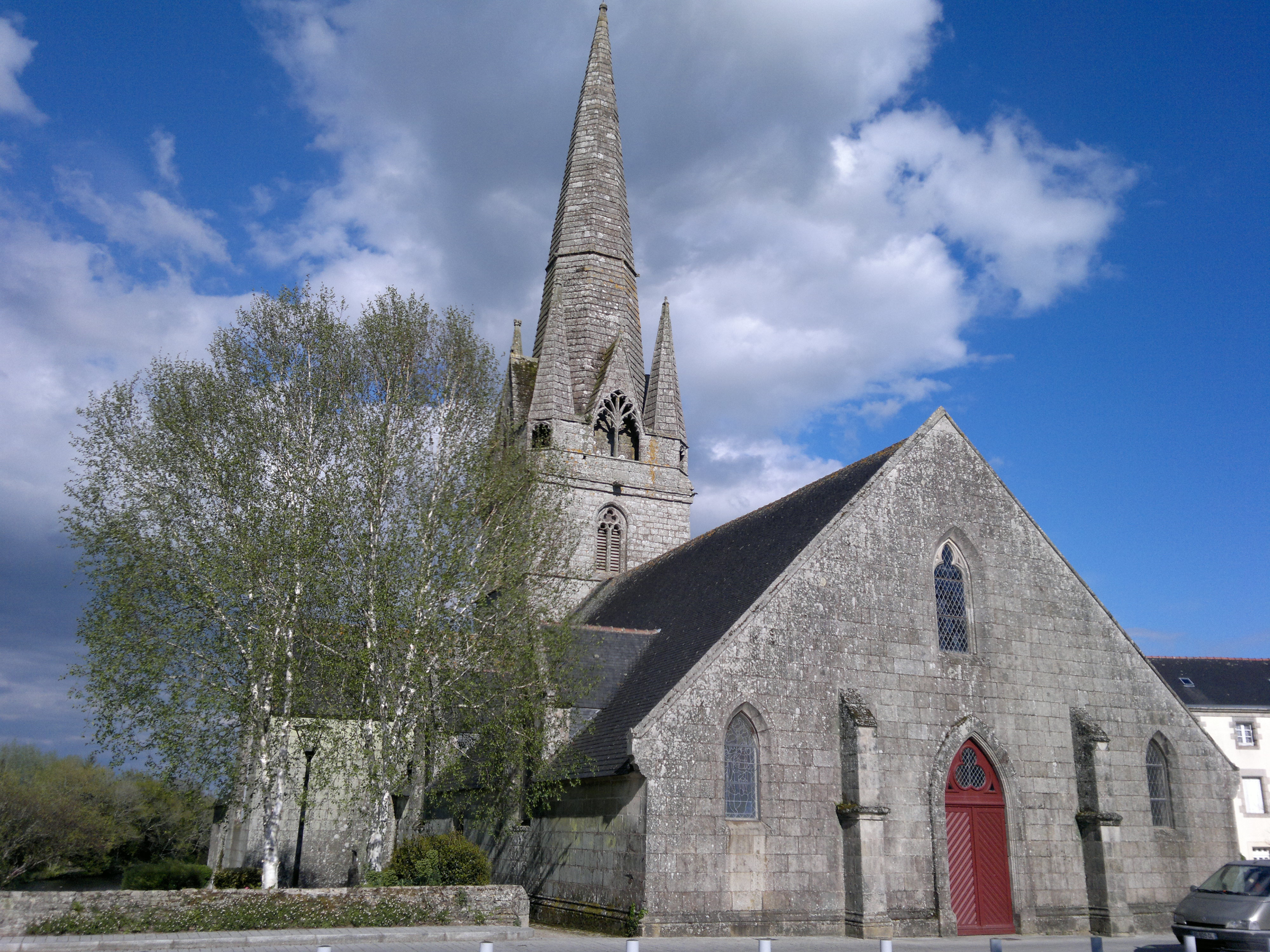
L'église Notre-Dame de Rosporden.

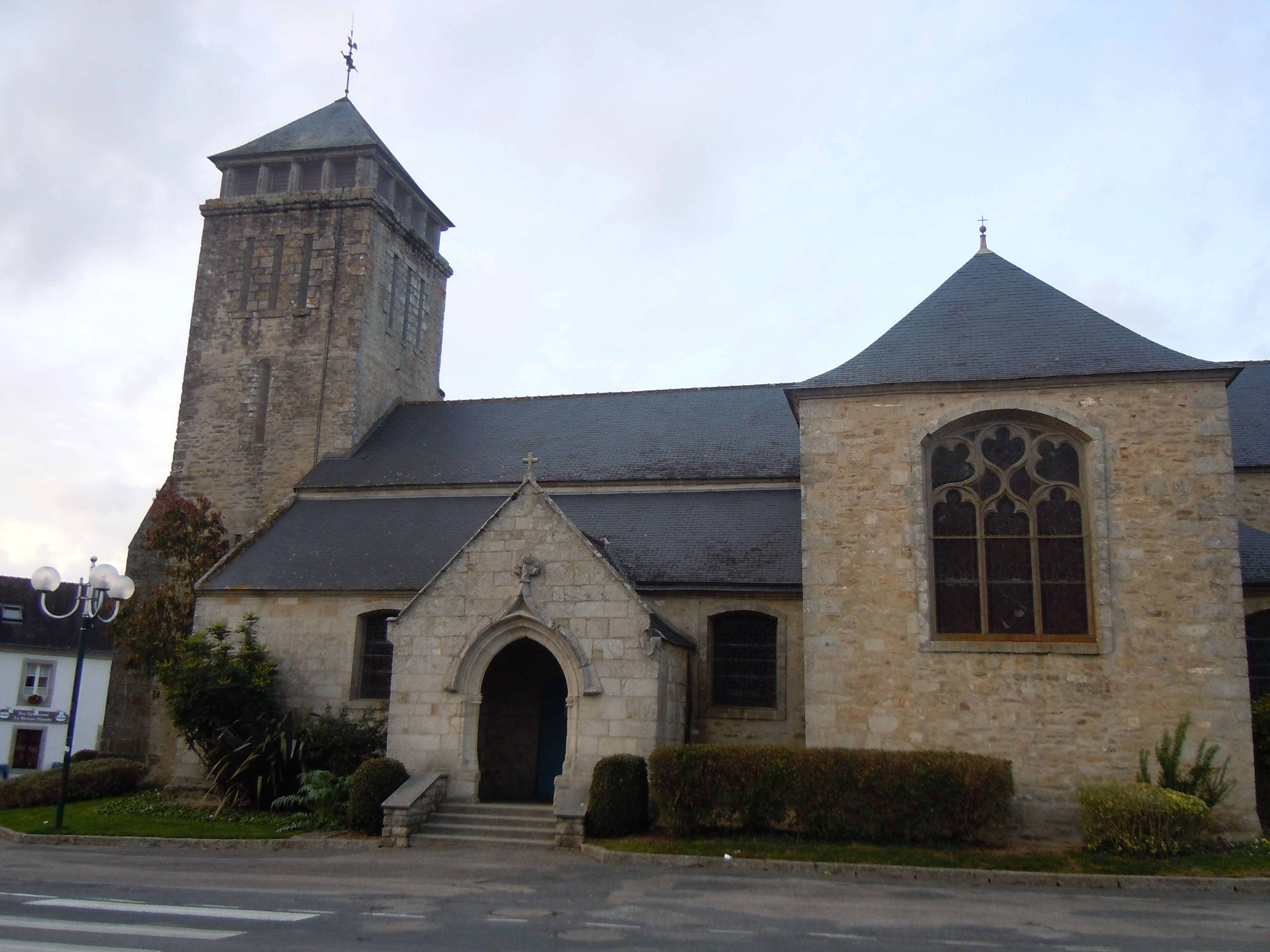
L'église Saint-Colomban de Kernével.

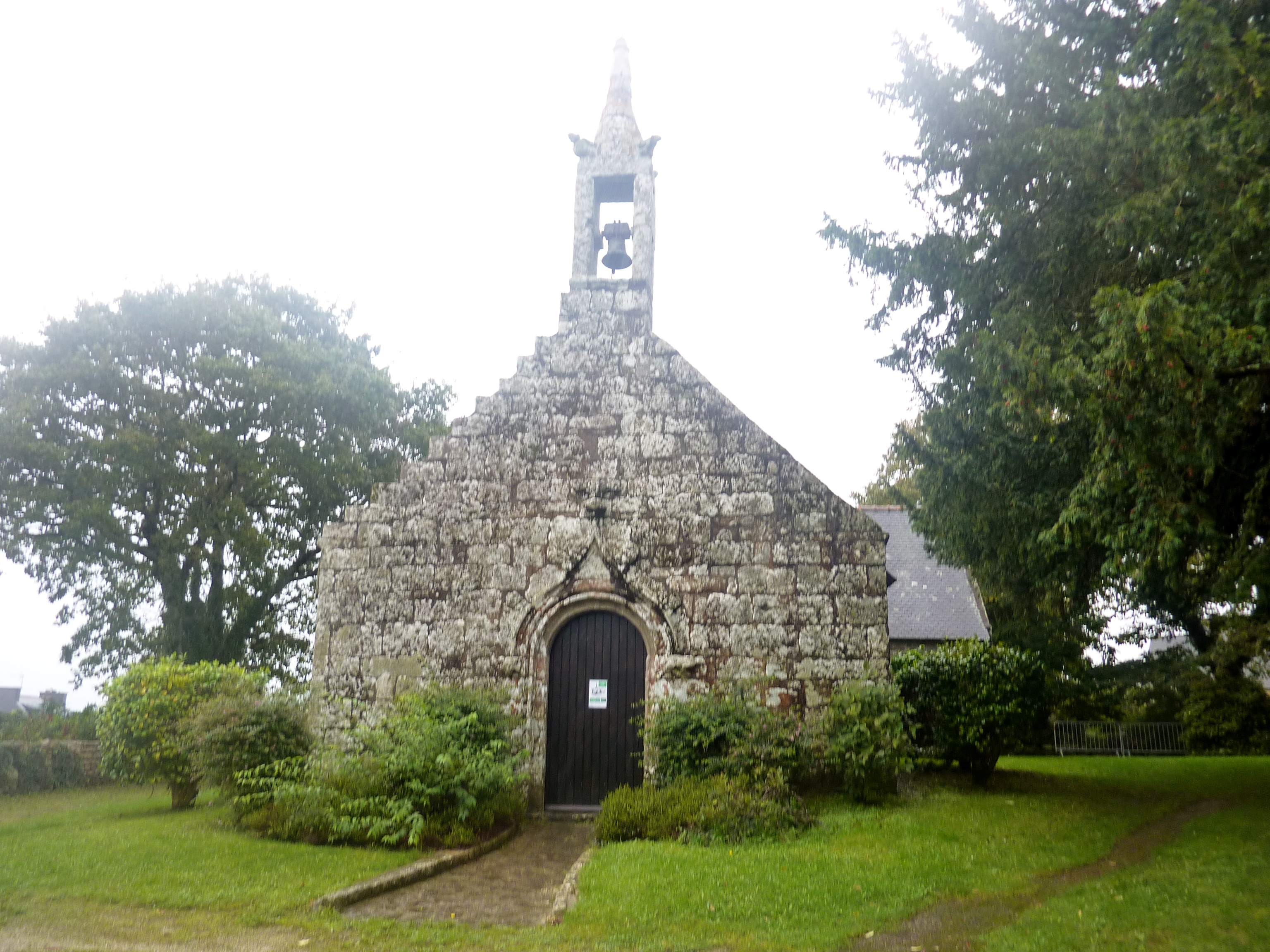
La chapelle Saint-Éloi.

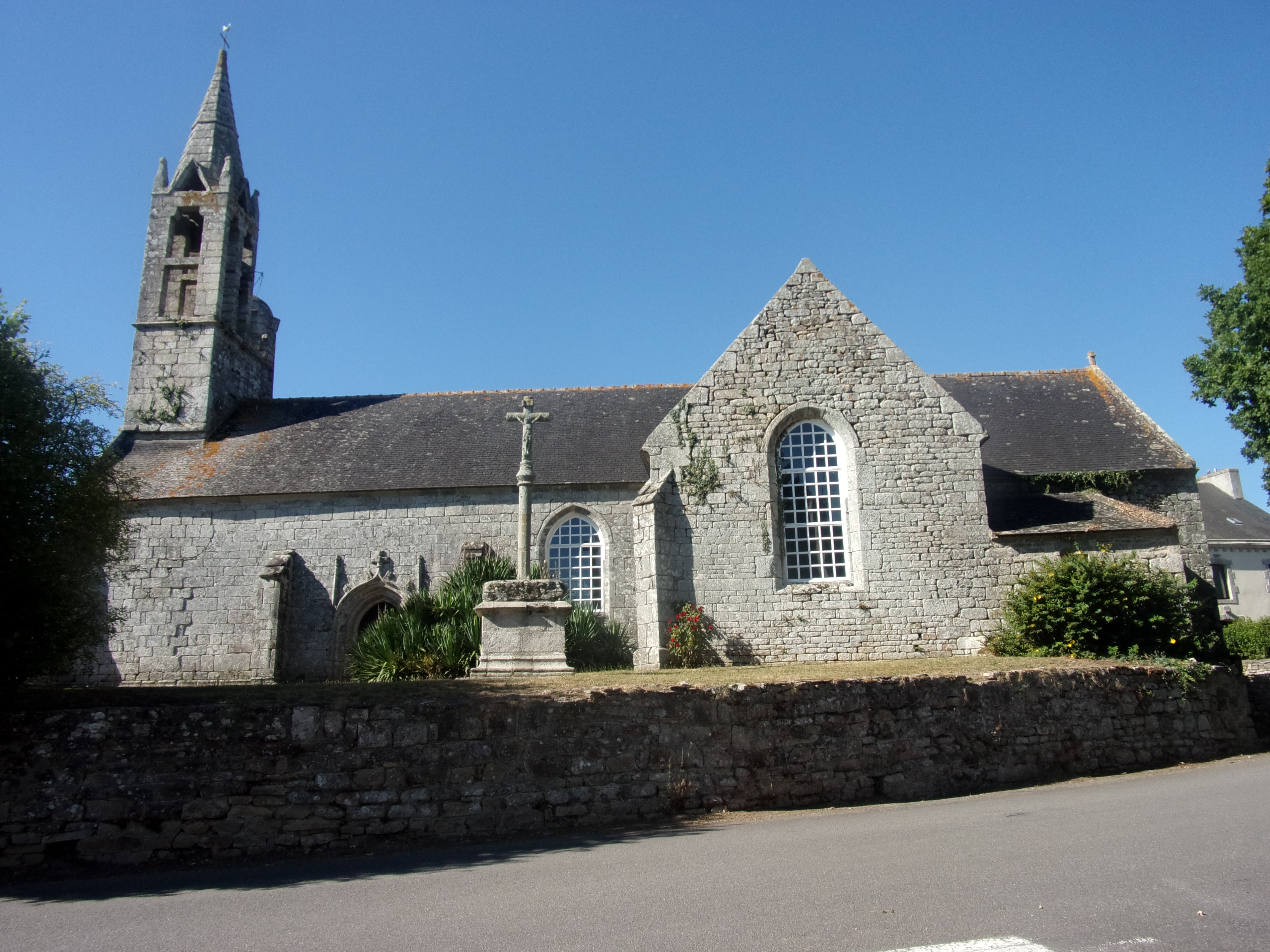
La chapelle de Locjean.

- L'église paroissiale Notre-Dame a été construite au XIVe siècle à l'emplacement d'une ancienne église qui était consacrée à saint Alar, confondu avec saint Éloi ; l'édifice, en forme de croix latine, a été remanié aux XVe siècle et XIXe siècle, est surmonté d'une flèche élégante et possède un porche qui est l'un des plus anciens de Bretagne. L'église a été classée monument historique en 1914 ; elle possède plusieurs statues classées : une Vierge à l'Enfant du XVe siècle, une Marie-Madeleine et une Mise au tombeau du XVIe siècle, ainsi qu'un retable à tourelles du XVIIe siècle et un tableau représentant l'Assomption, peint par Nicolas Loir (1624-1679).

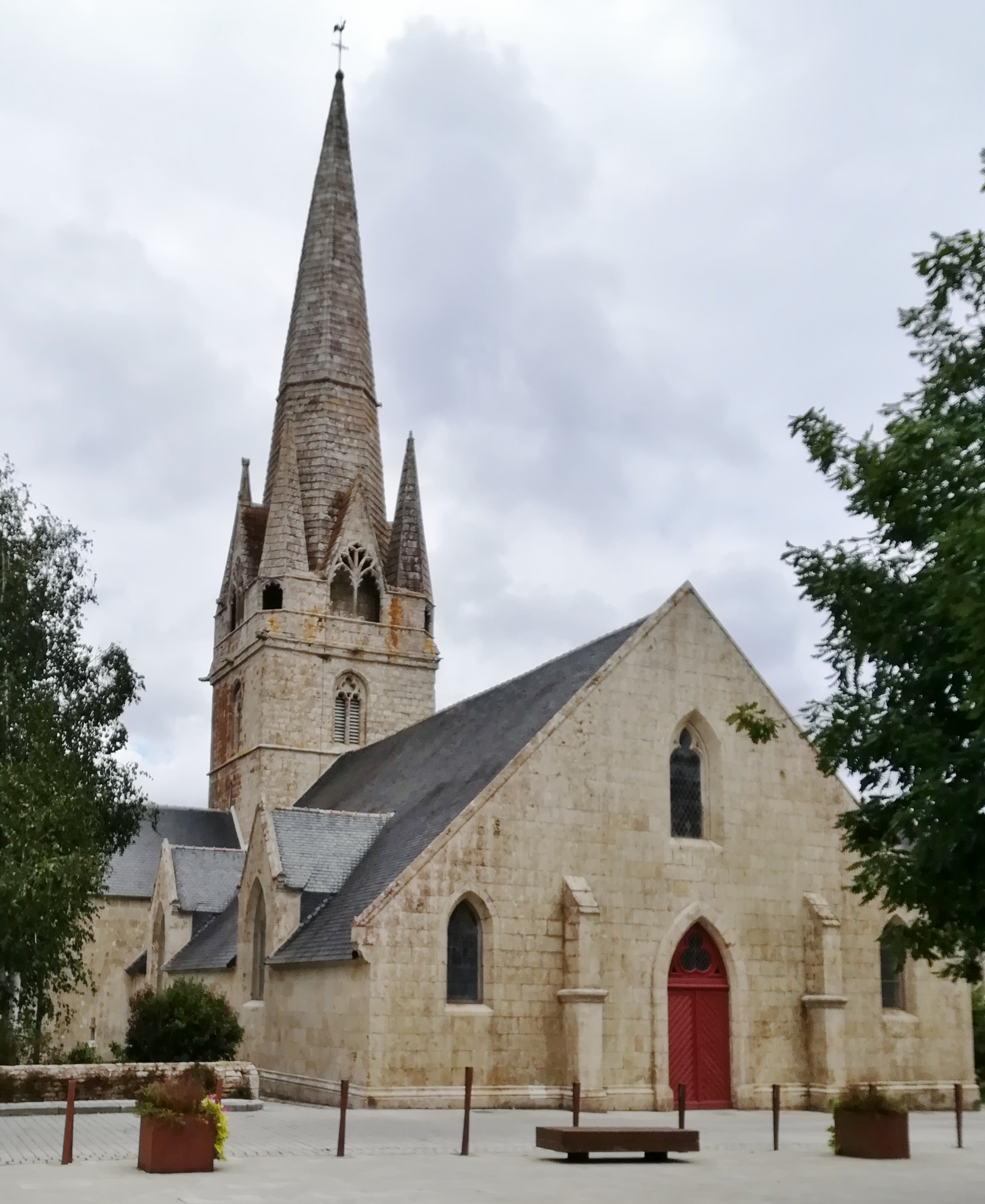
L'église paroissiale Notre-Dame vue depuis la place de la Mairie.
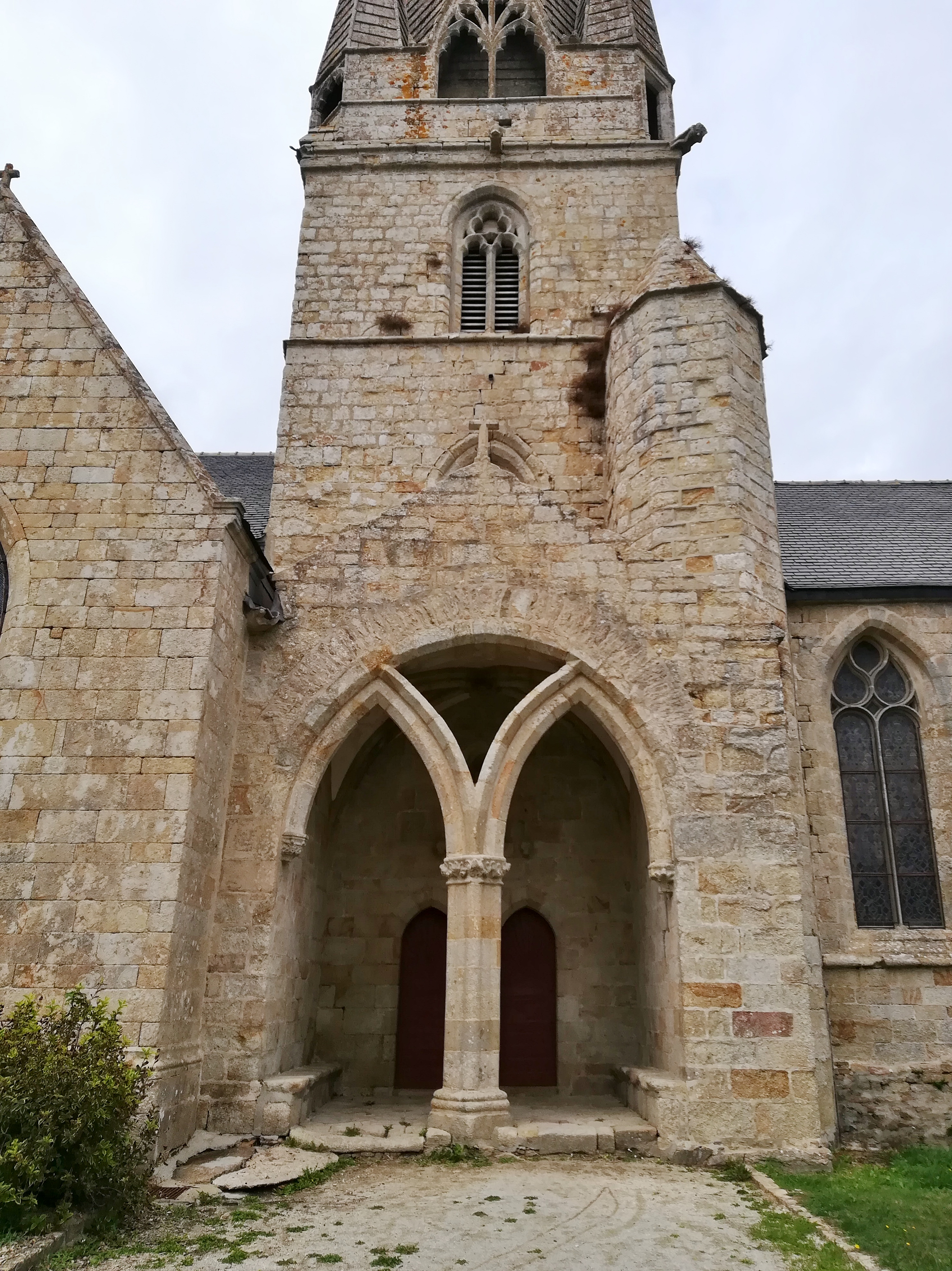
Église Notre-Dame de Rosporden : le porche.
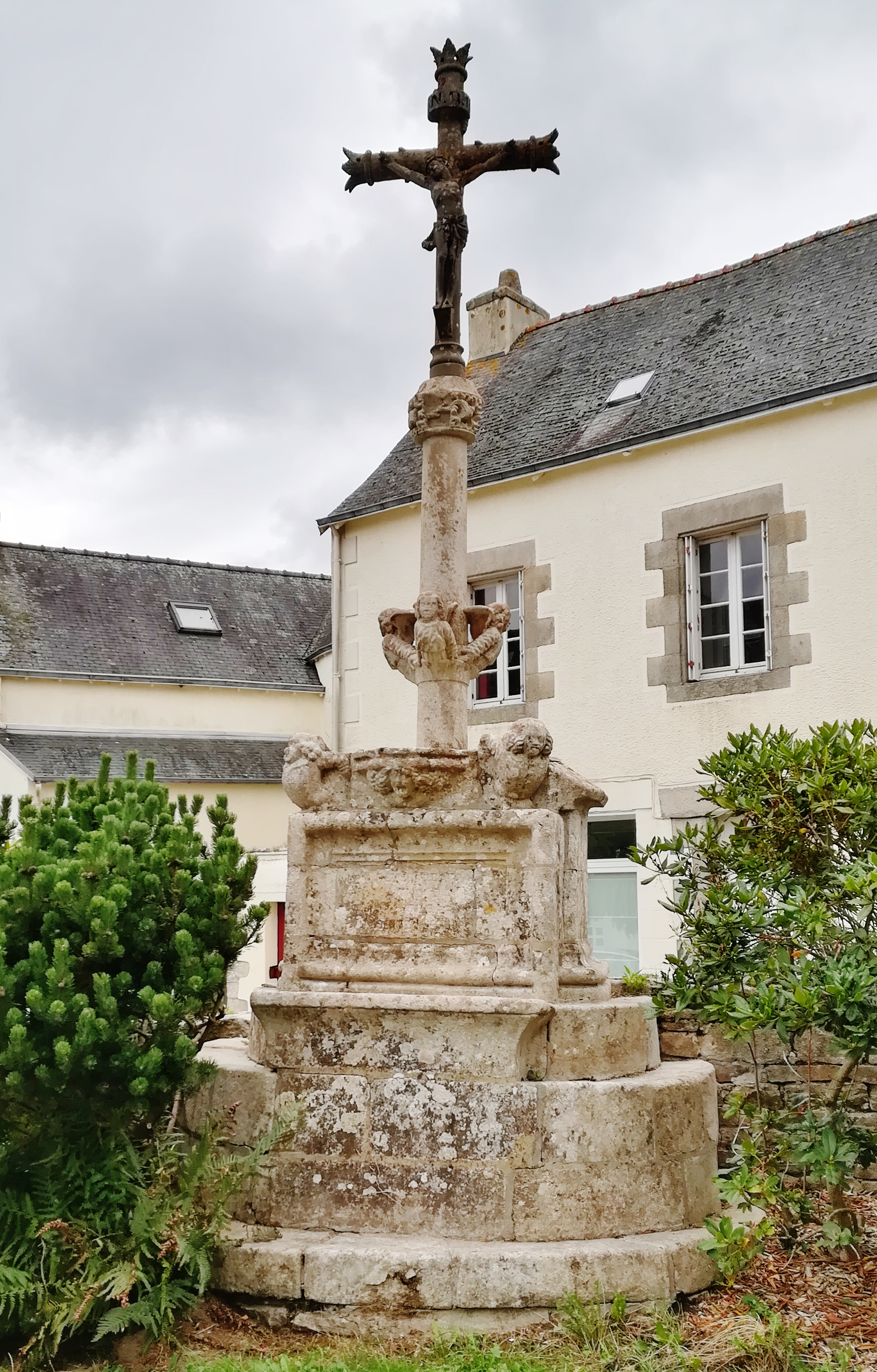
Rosporden : le calvaire de l'enclos paroissial.
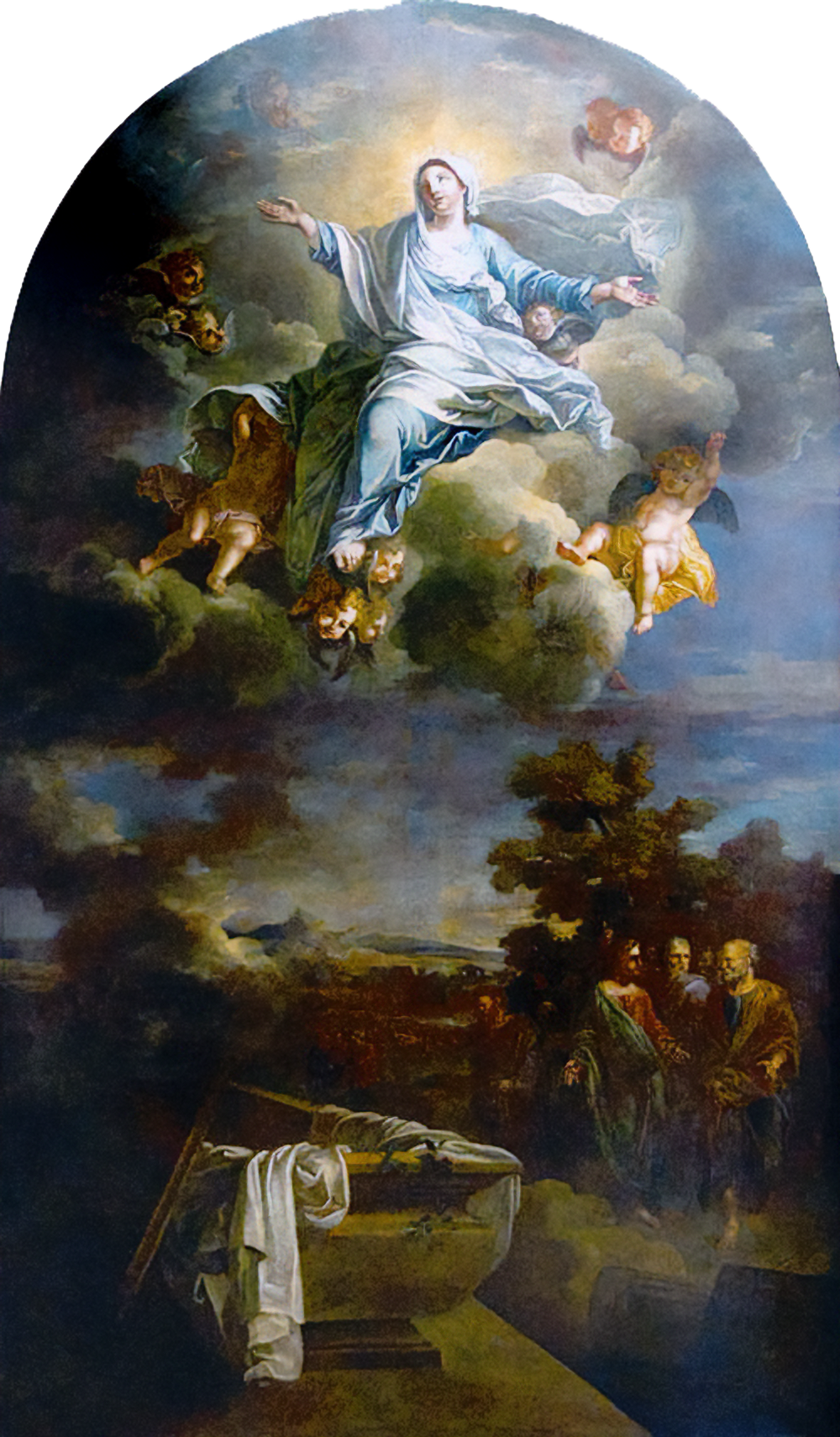
Assomption par Nicolas Loir achetée aux Ursulines de Quimper. Initialement créée pour l'autel de la chapelle de la Victoire dans la cathédrale de Quimper.

- L'église Saint-Colomban (église paroissiale de Kernével) : elle fut dédiée dans un premier temps premier à saint Colomban puis à saint Gilles, le pardon de l'église a d'ailleurs lieu le jour de la Saint-Gilles.
  - un tableau du rosaire dans le transept droit ;
  - une statue de saint Benoît en pierre.
- La chapelle de Saint-Jean-Baptiste de Locjean date de la première moitié du XVIe siècle. Elle appartenait aux Hospitaliers de Saint-Jean de Jérusalem. Dans les vitraux (aujourd'hui disparus) étaient peints en 1680 les armes des seigneurs de Treanna sur les terres desquelles la chapelle était construite. La chapelle qui mesure 25 mètres de long sur 7,5 mètres de large plus deux branches de transept qui ressortent de 3,55 mètres, abrite trois autels ainsi qu'une importante statuaire.
- La chapelle Saint-Maurice du Moustoir, dédiée à saint Maurice de Carnoët[148]. Elle possède un magnifique portail du XVIe siècle inspiré par la chapelle de Saint-Herbot.
- La chapelle Sainte-Yvonne.
- La chapelle Saint-Éloi.
- Le château de Kerminy (il date du XVIIe siècle, mais des traces d'un château plus ancien datant du XIIIe siècle existent) , et son parc de 12 hectares, est devenu une résidence d'artistes et un lieu de recherche dans le domaine agricole[149].

## Média local
- La chaîne radiophonique associative « Rospordinoise MAXXI ONE » émet aujourd'hui[Quand ?] ses émissions au-delà de son territoire entre Pleyben et Lorient sur le 107.50 FM. Ces émissions estivales ne sont que temporaires pour l'instant. La station entend émettre à l'année sur la bande FM dès 2011.

## Légende
- Le pont de Rosporden : Les ponts de Rosporden ne résistait pas aux crues. Selon une sorcière qui fut consultée, seul l'emmurement d'un enfant de quatre ans, vivant, dans les fondations du pont, permettrait de construite un pont solide, ce qui aurait été fait ; et depuis le pont de Rosporden résiste à toutes les charges et toutes les inondations[150]. Une autre version de cette légende est racontée par Paul Sébillot[151].
- Le carnaval de Rosporden : Le 1er février 1486, trois jeunes gens de Rosporden en goguette se seraient déguisés, dont l'un en volant une tête de mort dans le cimetière, et après avoir fait en hurlant le tour de la ville, auraient provoqué Dieu qui, fatigué de les voir, « aurait fait trembler tous les murs de la ville » [tremblement de terre ?]. Le lendemain, la tête de mort vint chez celui qui s'était déguisé et le tua. Cette légende est attribuée au père Morin, un capucin, qui aurait prédit aux Bretons leur incorporation à la France en punition de leurs péchés et qui est mort vers 1480[152]. Cette même légende est racontée en détail dans une version différente par Ernest Merson sous le titre Le fol de Rosporden[153] et dans une autre version sous le titre Ballade du moine de Rosporden par Émile Nourry, sous son pseudonyme de Pierre Saintyves[154]

## Iconographie relative à Rosporden et sa région
- Émile Dezaunay :

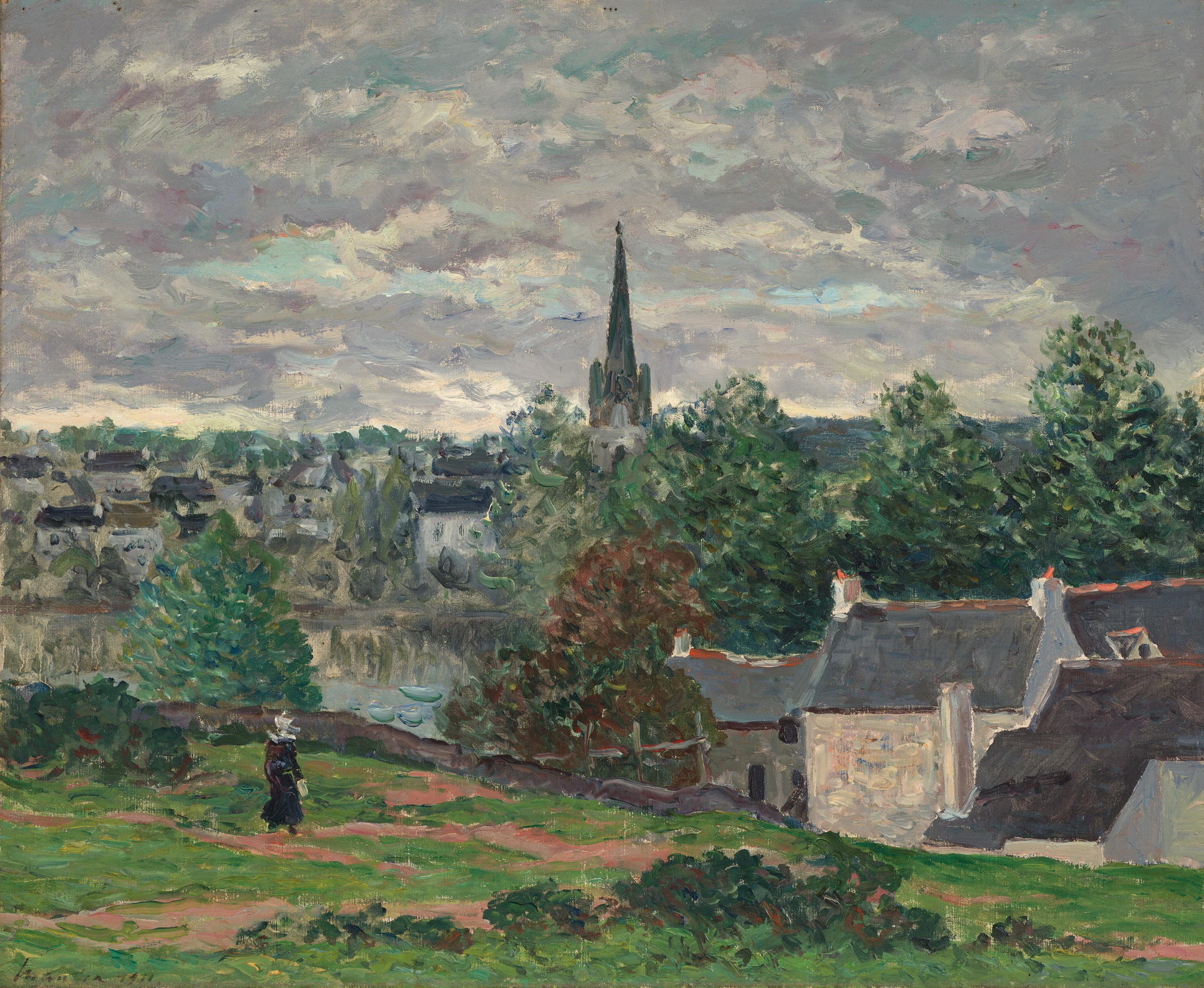
Le Village de Rosporden
Maxime Maufra, 1911
Fogg Art Museum, Université Harvard

  - Jeune Fille de Rosporden assise, 1895, eau-forte et aquatinte en couleurs, 27,8 × 19,9 cm, Musée de Pont-Aven ;
  - Jeune Fille et l'enfant de Rosporden, 1895, eau-forte et aquatinte en couleurs, 24 × 31 cm.

## Personnalités liées à Rosporden
- Jules Le Louédec, né à Rosporden le 1er juin 1856, maire de Quimperlé en 1904, député de 1909 à 1914 et de 1928 à 1930, puis sénateur en 1930, faisant partie de la Gauche démocratique jusqu'à sa mort qui survient le 19 mars 1931 à Courbevoie[155].
- Emma Herland peintre. Une de ses toiles Mère et fillette à Rosporden, montre une vue avec l'église. Elle rend visite à son frère Eugène Herland, médecin et maire de Rosporden, de 1892 à 1904[156].
- Boris Le Lay, blogueur et militant politique, est originaire de la commune[157].